# Noix de coco
 (septembre 2016).
Pour les articles homonymes, voir Noix (homonymie) et Coco.
La noix de coco, ou le coco,, est soit le fruit (drupe) du cocotier (Cocos nucifera), l'inflorescence complète pouvant atteindre un mètre de long, soit seulement sa graine (la noix au sens strict).
Le fruit mesure entre 10 et 40 cm de long et entre 10 et 16 cm de large, et pèse jusqu'à 1,5 kg. Il est lisse et de couleur vert clair ou orange lorsqu'il n'est pas mûr puis tirant sur le brun. Il est constitué d'une épaisse couche de fibres ligneuses brunes, non comestibles, qui entourent la graine.
La noix au sens strict (la graine) est constituée d'une solide coque sphérique ou ovale qui protège l'albumen, qui comporte une amande blanchâtre comestible et au centre du liquide, comestible également. En début de maturation l'amande est une couche peu épaisse et molle, et le liquide (« eau de coco ») transparent. Dans la noix mûre l'amande est dure et occupe l'essentiel du volume, et le liquide résiduel blanchâtre.
On considère généralement que le cocotier est originaire de la Malésie ou de la Mélanésie. Il est maintenant acclimaté dans la plupart des pays tropicaux. L'Indonésie, les Philippines et l'Inde sont les principaux pays producteurs mondiaux de ce fruit et concentrent à eux trois plus de 70 % de la production.

## Dénominations et étymologie
On retrouve plusieurs dénominations désignant le coco dans les langues autochtones du Pacifique mélanésien, micronésien et polynésien : ni (Eniwetok, Pohnpei), nui (Nukuoro), niu (Nouvelle-Calédonie, Papouasie-Nouvelle-Guinée, Fidji, Tonga, Hawaï), niyog (Guam), nu (îles Banyak, Nouvelle-Guinée Occidentale), te ni (Kiribati), ny (Truk), lu (Kosrae), iru et yap (Palau).
Le nom « coco » serait issu du portugais coco par l'intermédiaire de l'espagnol, dont le mot coco pourrait être issu d'une métaphore due à l'aspect de la noix de coco fraîche qui présente trois trous la faisant ressembler à une tête humaine, coco « croque-mitaine » à tête sphérique grossièrement figurée avec lequel on effraie les enfants. Le terme serait lui-même issu, par métaphore, de l'ibéro-roman coco désignant de nombreux fruits ronds, et qui donne notamment le mot coque.

## Description
Le cocotier fait partie des palmiers, avec un stipe (faux-tronc) acéré. Il peut atteindre une hauteur de 25 à 30 mètres ; le stipe se termine par une couronne d'immenses feuilles en forme de plumes : les palmes. Le cocotier pousse principalement sur les plaines côtières des régions tropicales, en milieu humide : zones de remontées d'eaux souterraines ou de stagnation d'eaux de pluie.

Plantation de cocotier
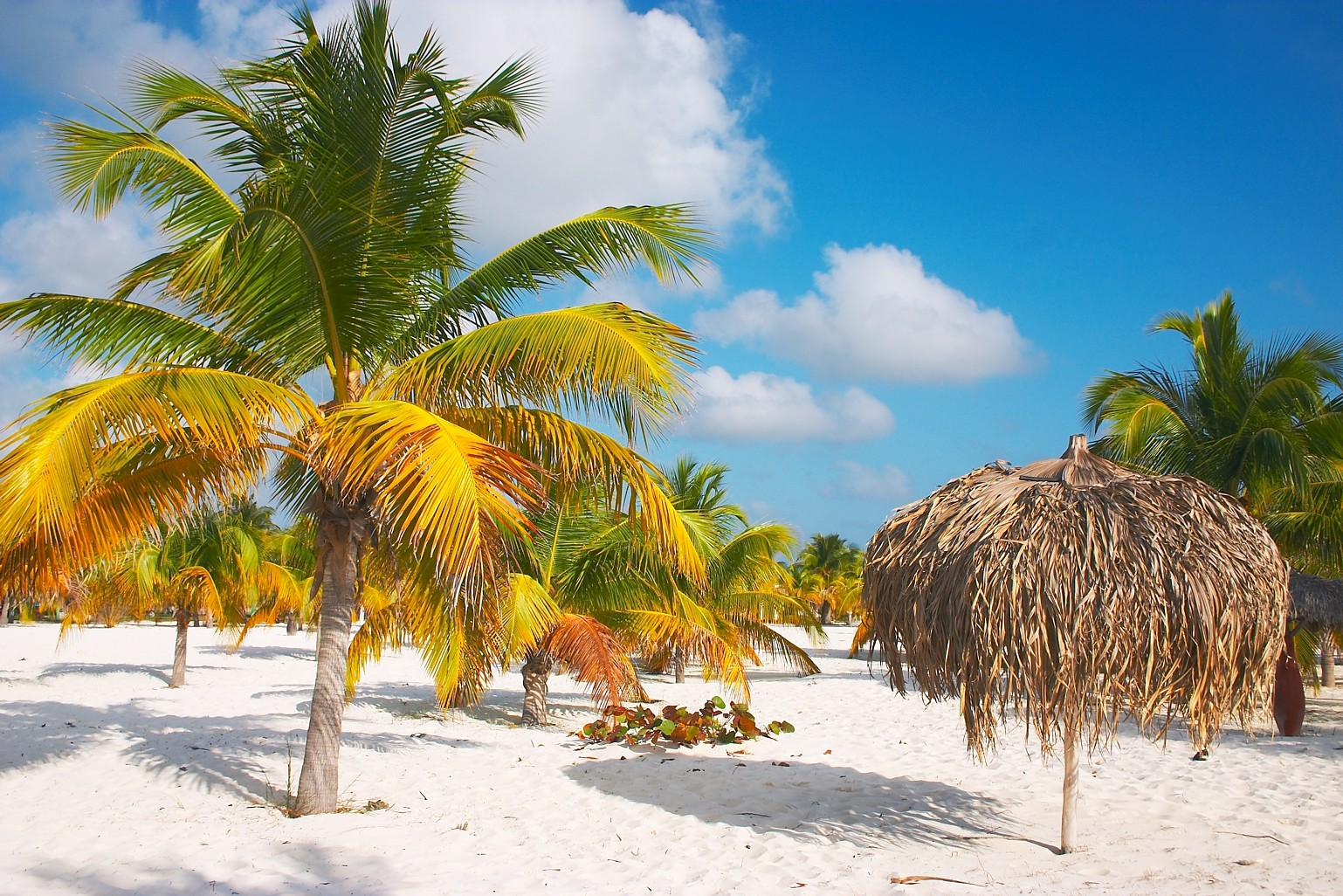
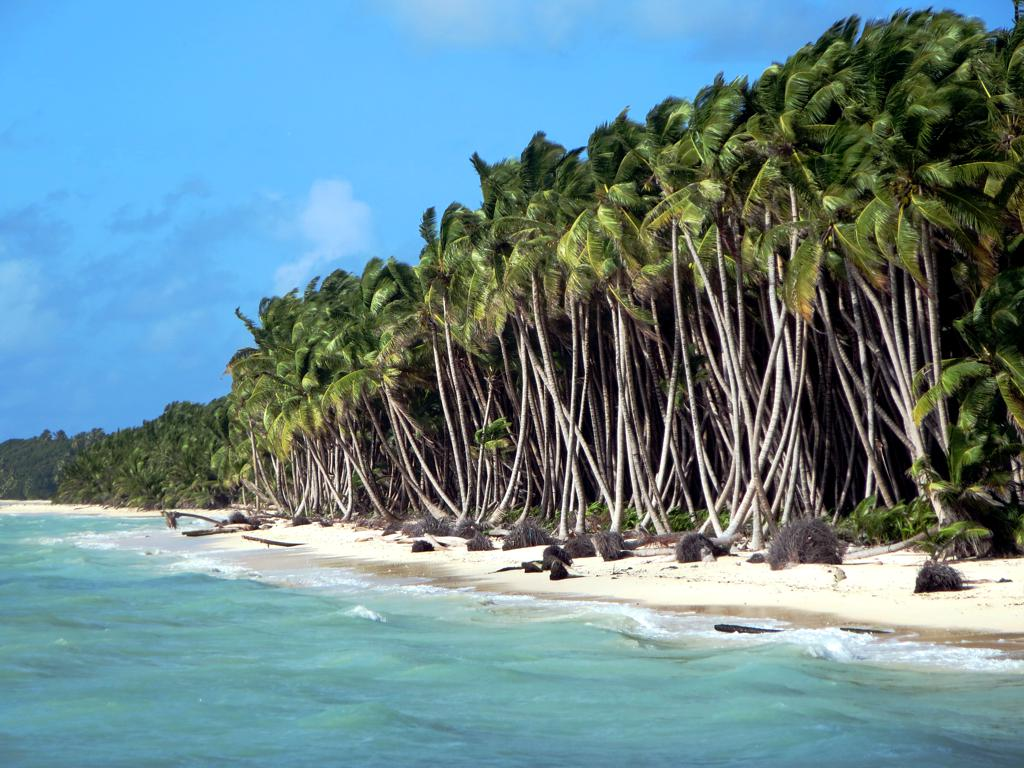
Plantation de cocotier
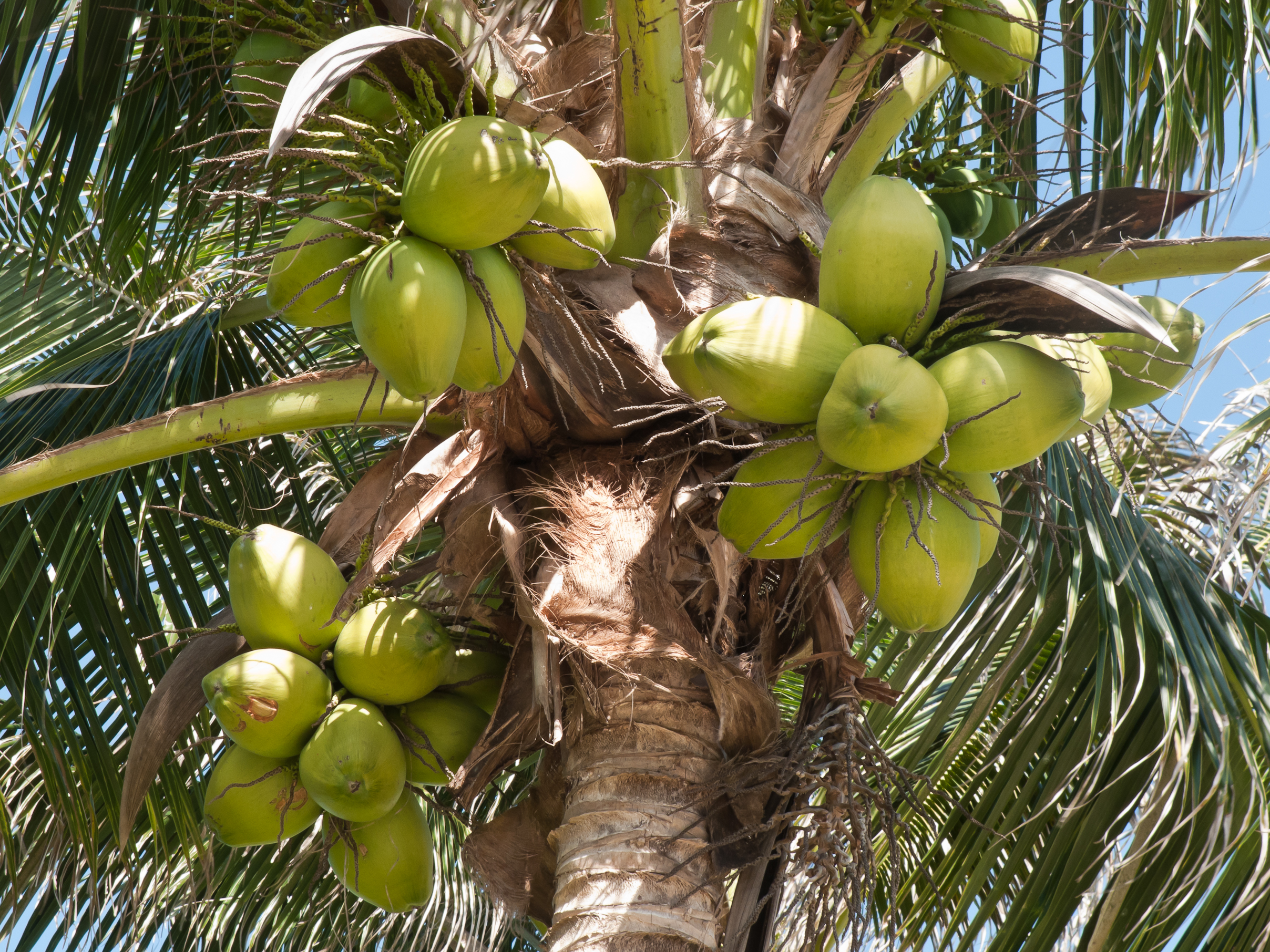
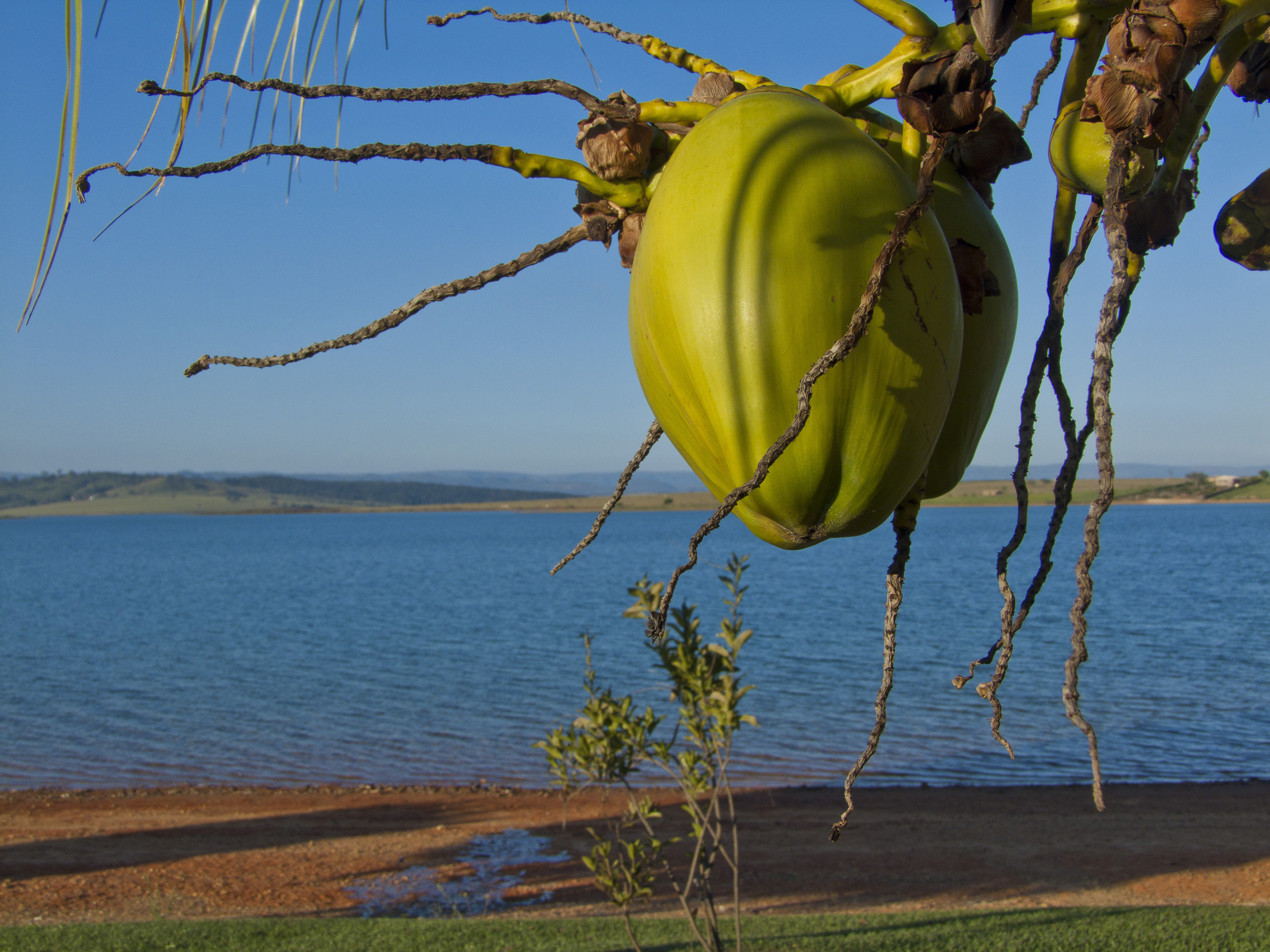
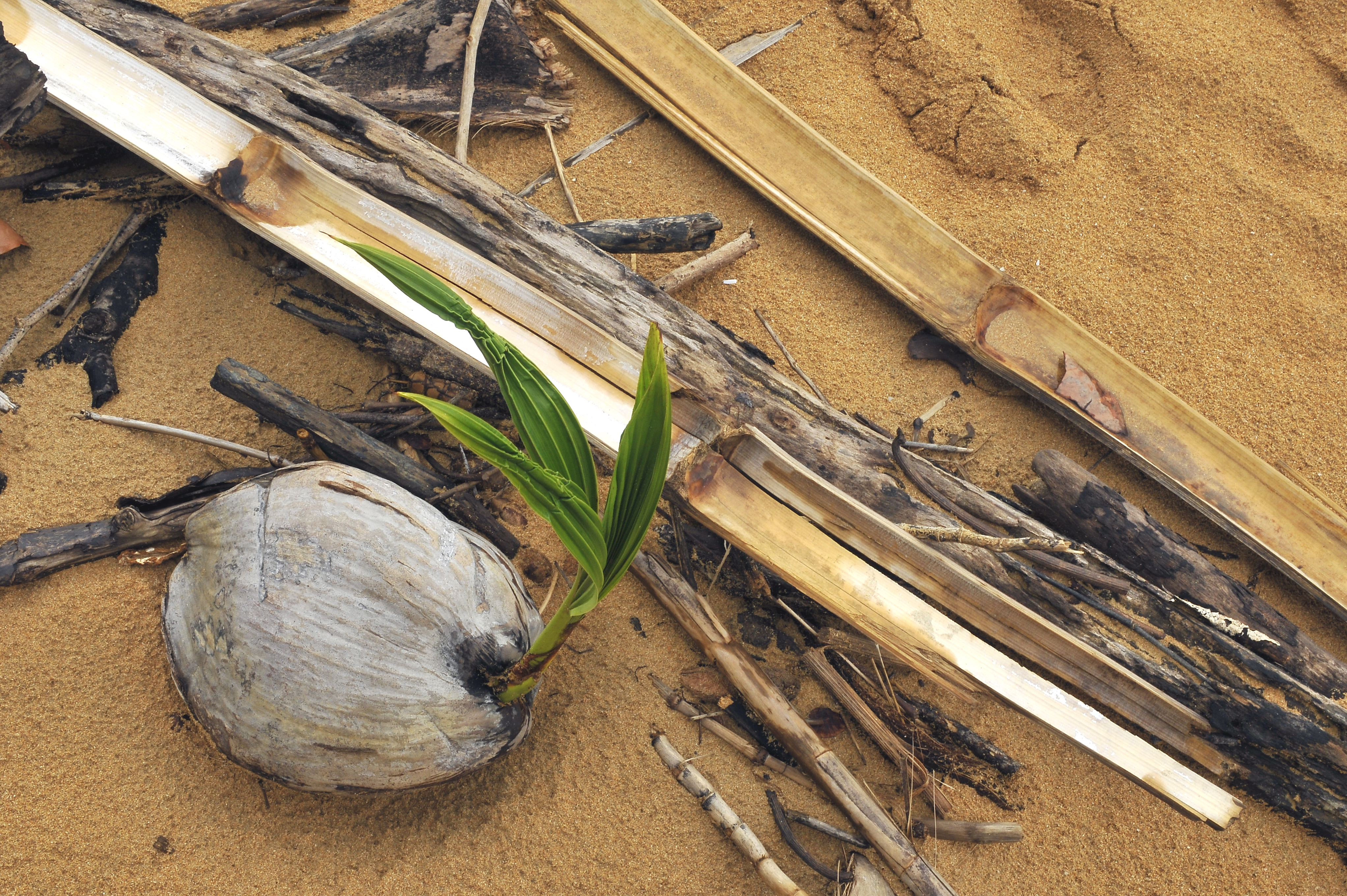
Jeune pousse de cocotier
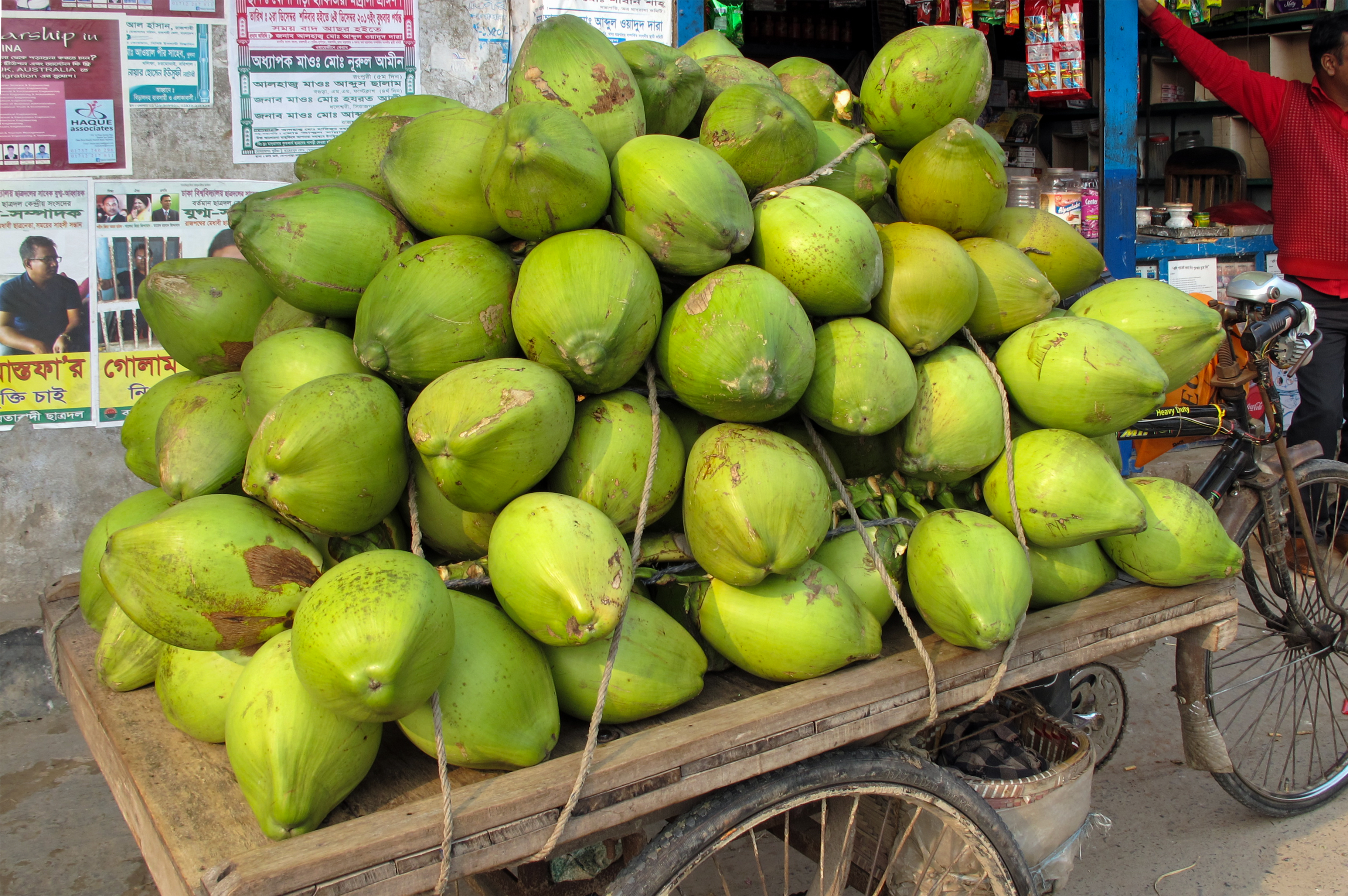
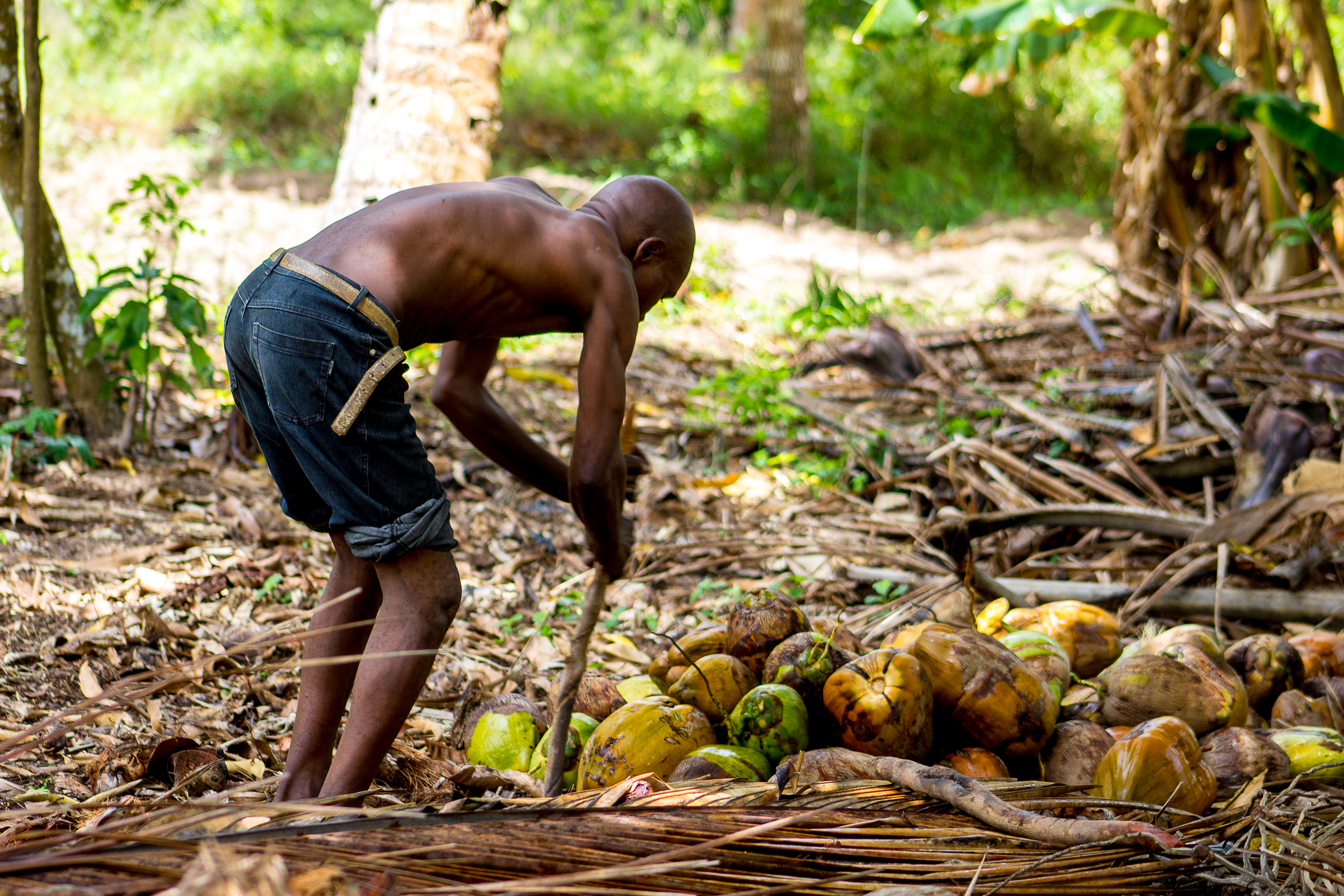
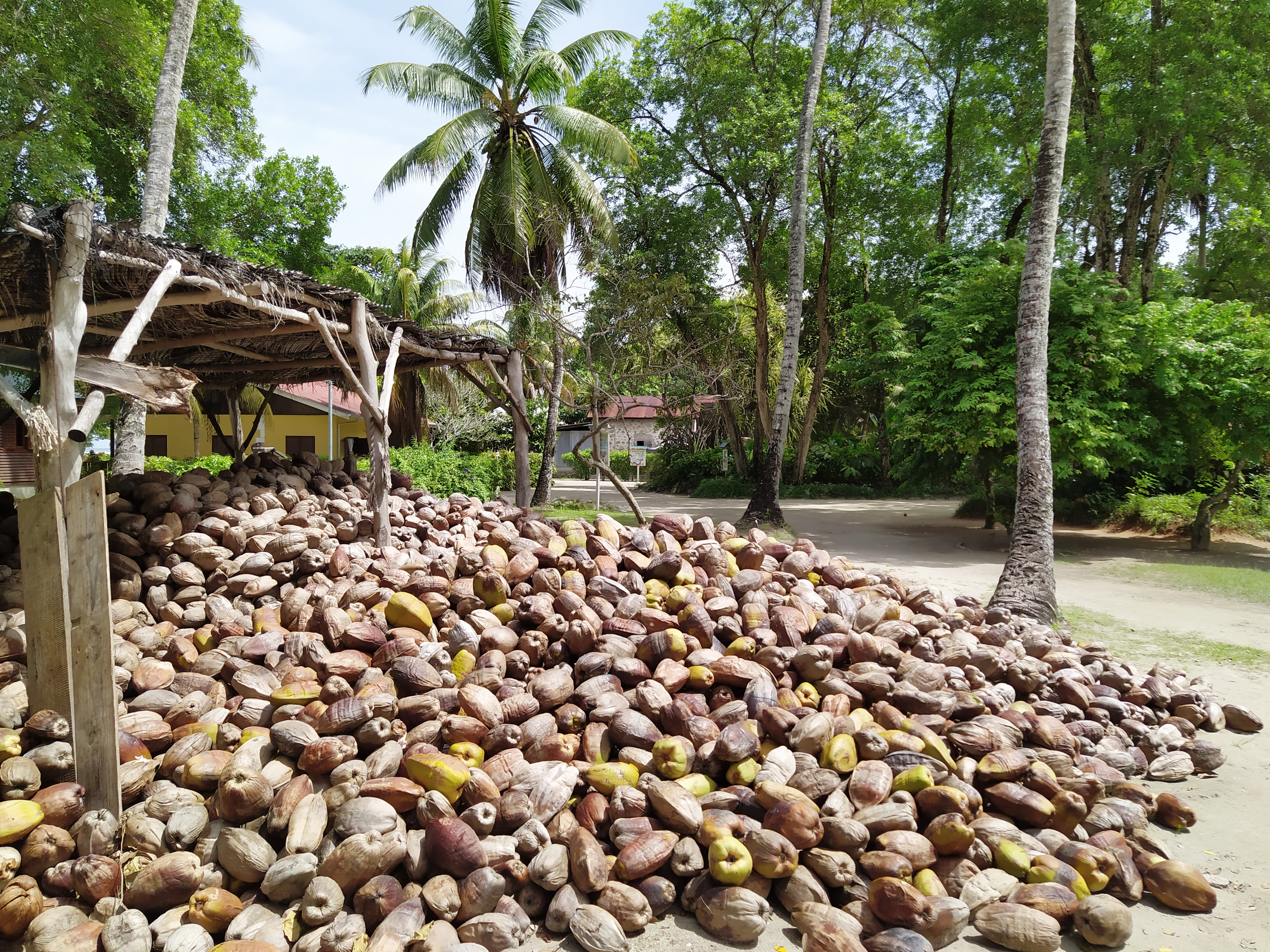
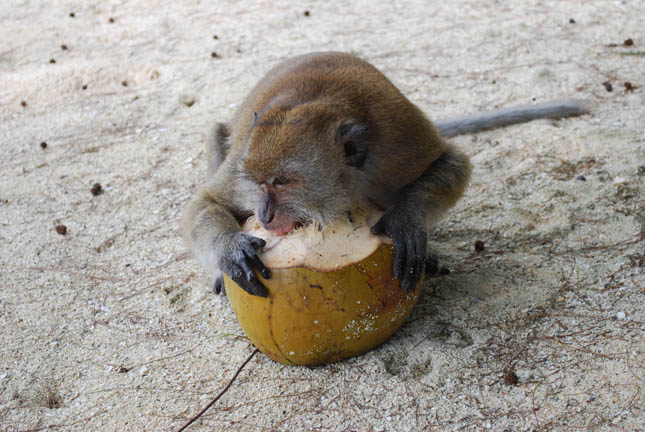
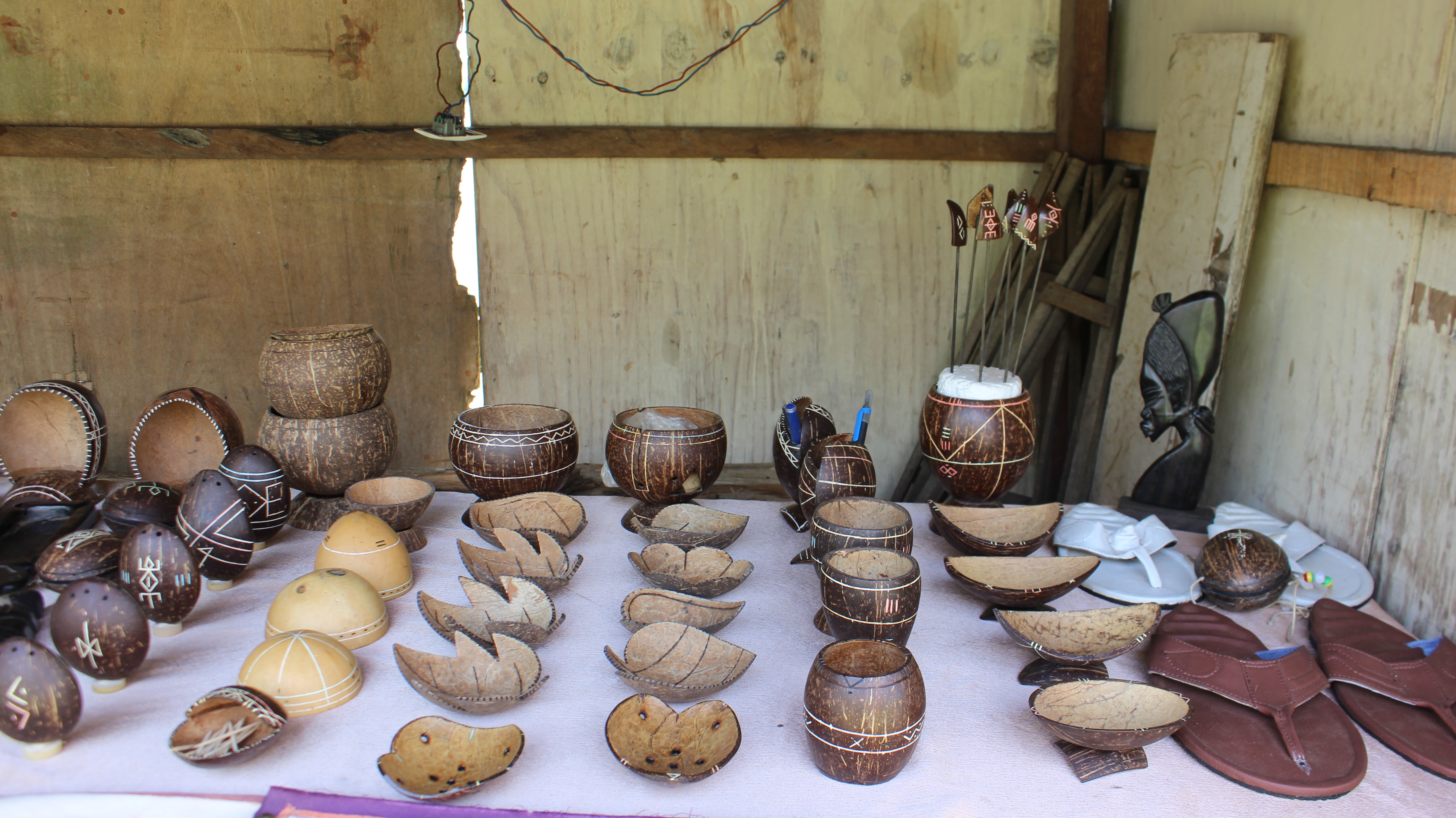
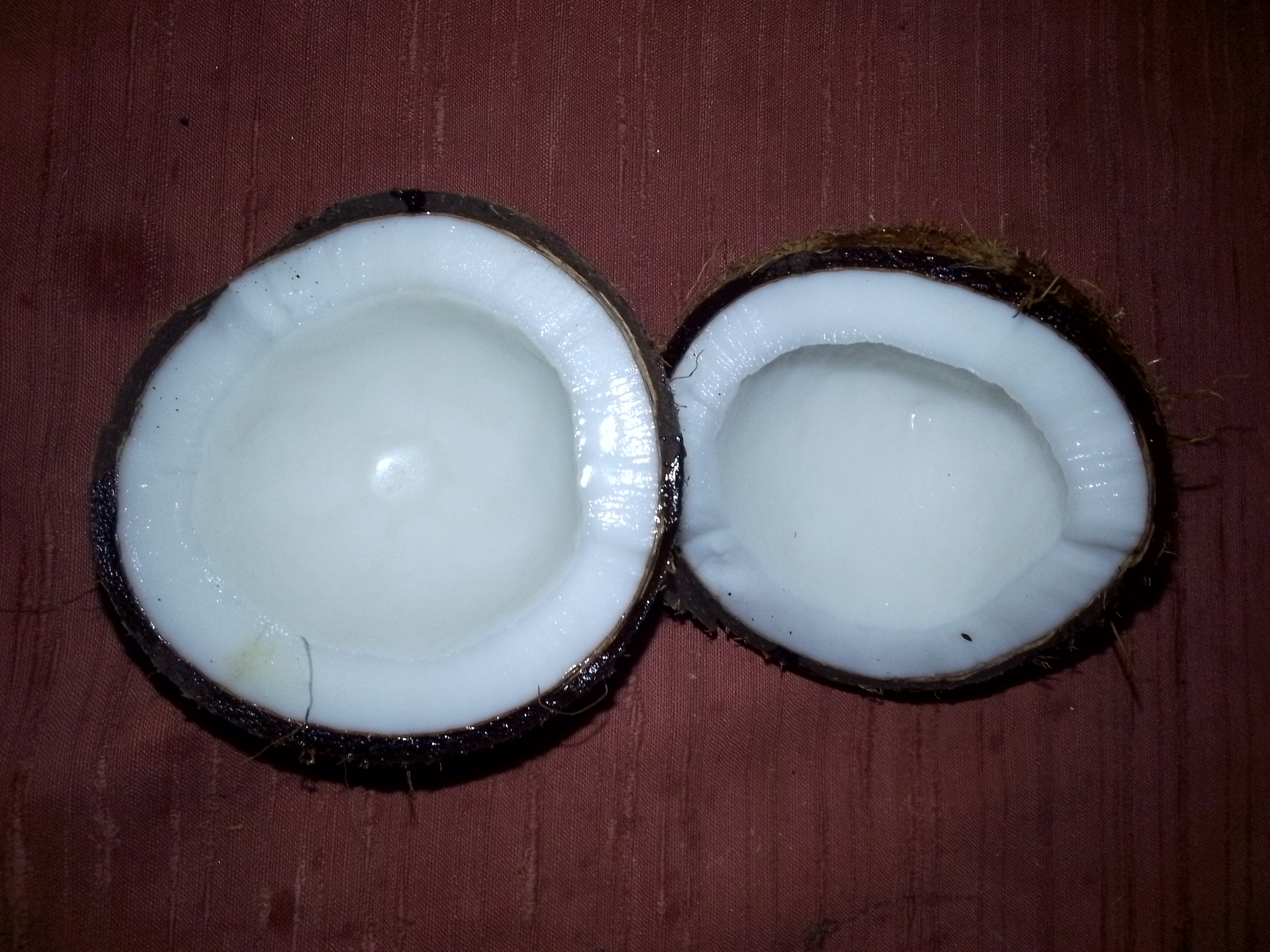

Pour toutes les variétés de cocotier, l'organisation des fruits est similaire. L'épicarpe, d'abord coloré, puis gris-brun à maturité, entoure une enveloppe coriace et fibreuse appelée « bourre » (le mésocarpe). Elle entoure une coque lignifiée, brun sombre et très résistante (l'endocarpe), qui adhère fortement à la bourre. De forme oblongue à sphérique, elle se renforce de trois côtes longitudinales plus ou moins marquées. Une fine pellicule d'un brun rougeâtre, le tégument séminal, forme un lien entre la coque et un albumen blanc, brillant, de 10 à 15 mm d'épaisseur. L’albumen est communément désigné sous le terme d'amande. Inséré sous l'un des trois pores germinatifs, se trouve un embryon d'environ 5 mm de long. Un liquide opalescent et sucré occupe jusqu'aux trois quarts de la cavité interne. On l'appelle communément « eau de coco », le terme « lait de coco » étant de préférence réservé à un liquide blanchâtre extrait de l'amande râpée et pressée.
Un cocotier adulte peut produire entre 50 et 200 noix de coco par an (variété Port Bouet 121 ou PB 121). À partir de l'âge de 50 ans, sa production baisse sensiblement.
La récolte peut intervenir sur les fruits verts, directement dans l'arbre, ou par ramassage des noix mûres tombées à terre. Il faut environ un an avant que la noix de coco atteigne sa pleine maturité.

### Reproduction
La germination de la noix de coco dure entre 4 et 10 mois.
Le cocotier donne ses premiers fruits à l'âge de 5 ou 6 ans, et il atteint sa production maximale au bout d'une quinzaine d'années.

### Ouverture

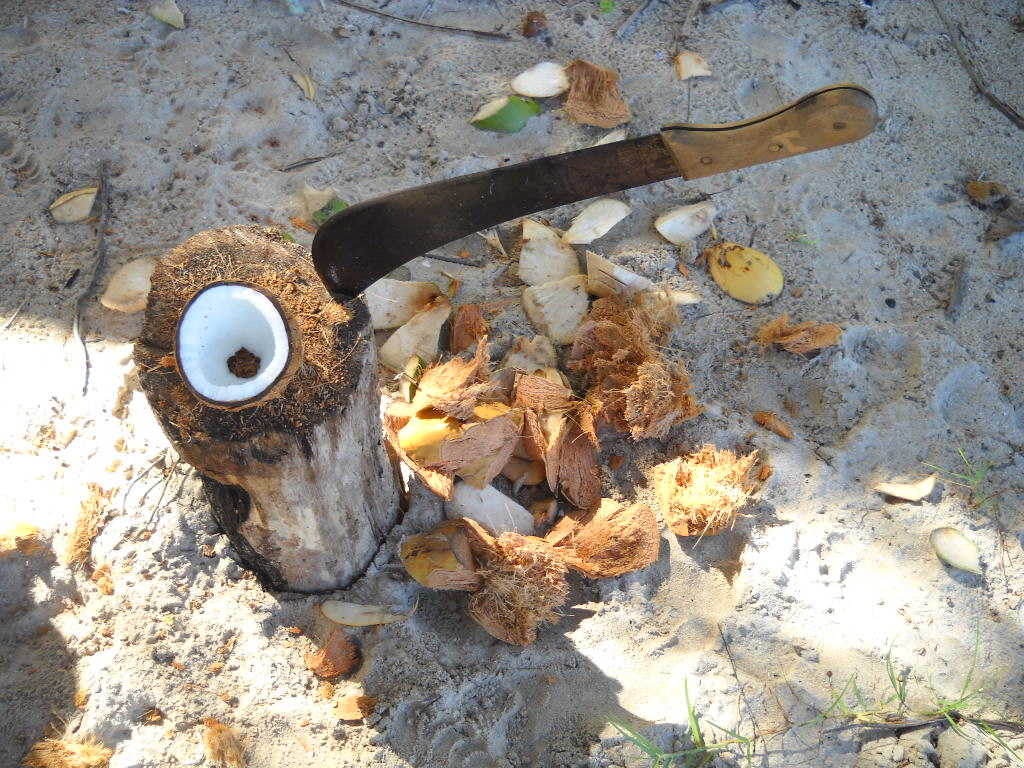
Noix de coco percée au coupe-coupe.

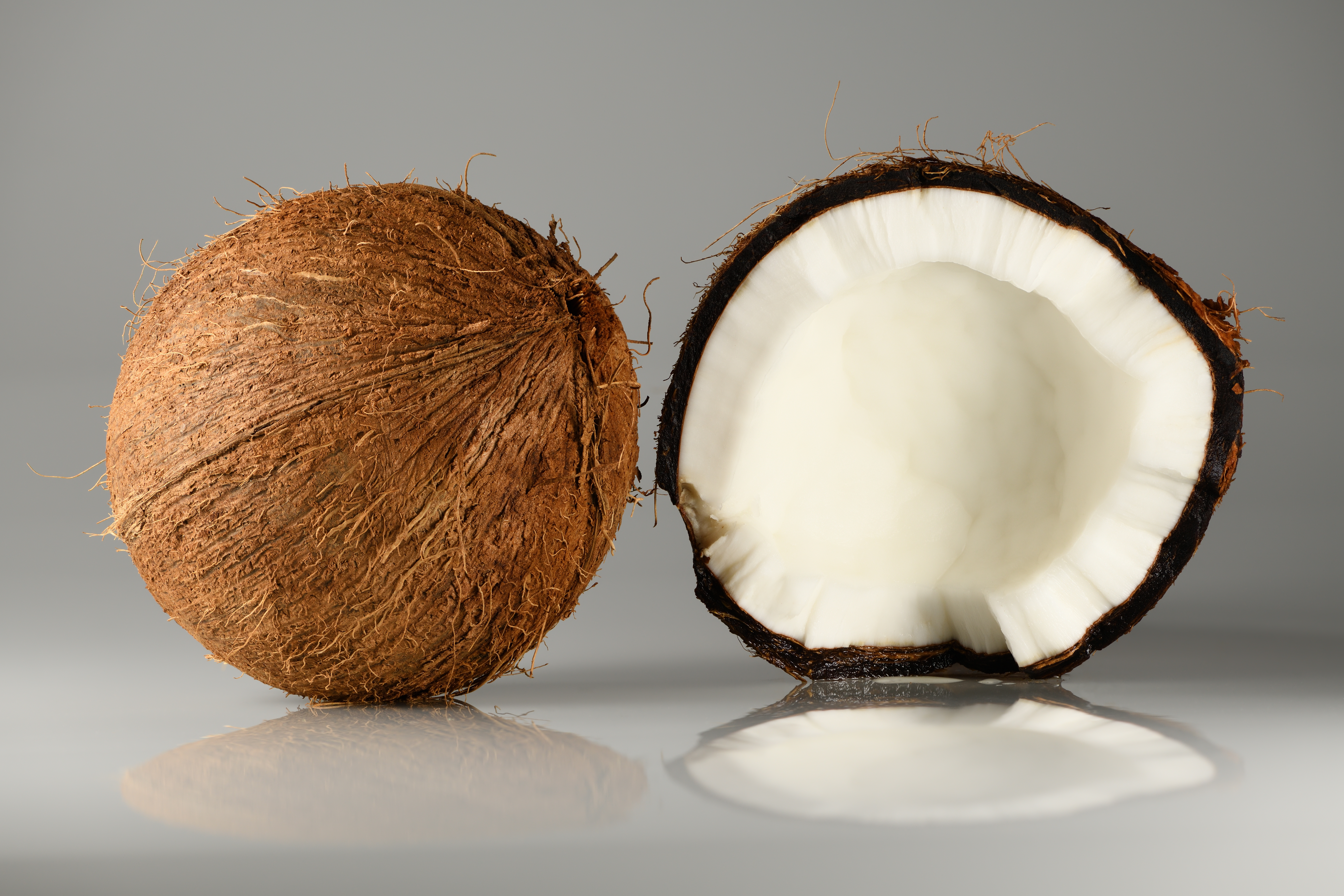

Pour ouvrir une noix de coco, il faut la débarrasser de sa bourre. C'est une opération quasi impossible à réaliser à la main ou même à l'aide d'un couteau. Une machette ou une hache peuvent être utilisées, mais pour ôter cette carapace sans casser la noix, le mieux est de l'empaler sur un pieu, de préférence en métal, fixé au sol afin de déchirer la gangue coriace dont l'épaisseur avoisine les 7-8 mm.
Pour ouvrir la noix proprement dite, il est d'usage de la percer au niveau de la « bouche » située en dessous des « yeux », identifiés par trois petites taches sombres présentes à la base de la noix. Une fois la coque percée, l'eau de coco est recueillie dans un bol. Une fois vidée, la coque de la noix est ouverte à l'aide d'un marteau ou du dos de la lame d'une machette, ou cassée d'un coup sec contre une pierre. La noix est tenue dans une main, et l'outil dans l'autre. Des coups secs sont donnés au niveau de l'équateur de la noix que la main fait tourner après chaque coup. Une fissure se dessine sur l'équateur de la coque, et la noix s'ouvre alors brusquement après un dernier coup ou est ouverte délicatement en introduisant la pointe de la lame, à plat, pour élargir la fissure.
Pour la récolte du coprah, la noix de coco est ouverte d'un coup de hache, et laissée une journée au soleil. L'amande se détache alors plus facilement à l'aide d'un simple couteau ou d'un couteau spécialement destiné à cet usage à lame courbe. L'amande est ensuite mise à sécher sur des séchoirs jusqu'à la disparition quasi totale de sa teneur en eau qui ne doit pas dépasser 6 %.

## Production mondiale
Au niveau continental la Communauté asiatique et pacifique de la noix de coco (en) s'occupe de la promotion, de la coordination et de l'harmonisation des activités relatives à l'industrie de la noix de coco.
|                           | Prod. en 2003 | % de Prod. mondiale | Prod. en 2004 |
| ------------------------- | ------------- | ------------------- | ------------- |
| Indonésie                 | 15 325        | 29 %                | 15 650        |
| Philippines               | 13 700        | 26 %                | 13 700        |
| Inde                      | 9 700         | 18 %                | 9 700         |
| Brésil                    | 2 851         | 5 %                 | 2 960         |
| Sri Lanka                 | 1 850         | 3 %                 | 1 900         |
| Thaïlande                 | 1 420         | 3 %                 | 1 450         |
| Mexique                   | 959           | 2 %                 | 959           |
| Vietnam                   | 920           | 2 %                 | 950           |
| Malaisie                  | 710           | 1 %                 | 710           |
| Papouasie-Nouvelle-Guinée | 570           | 1 %                 | 650           |
| Autres pays               | 4 929         | 9 %                 | 4 974         |
| Total                     | 53 239        | 100 %               | 53 603        |

## Utilisation

### Alimentaires

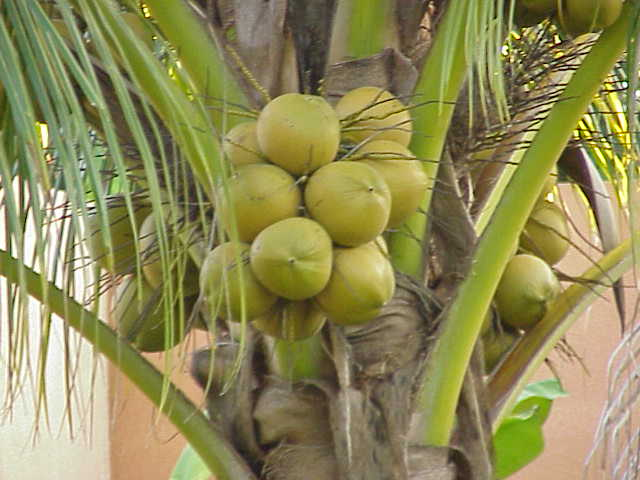
Noix de coco vertes (la noix de coco peut être consommée verte ou mûre.)

La noix de coco est riche en potassium, fer, magnésium, phosphore, cuivre et zinc. Cela lui donne une bonne valeur nutritive. Lorsque le fruit est vert, l'eau qu'il contient est consommée comme boisson rafraîchissante : après stockage dans un bac réfrigéré, la noix est ouverte au bout « tige » de trois coups de machette découpant un couvercle. Les fruits destinés à cet usage sont sélectionnés en fonction de leur poids, et agités près de l'oreille pour vérifier la présence de liquide.

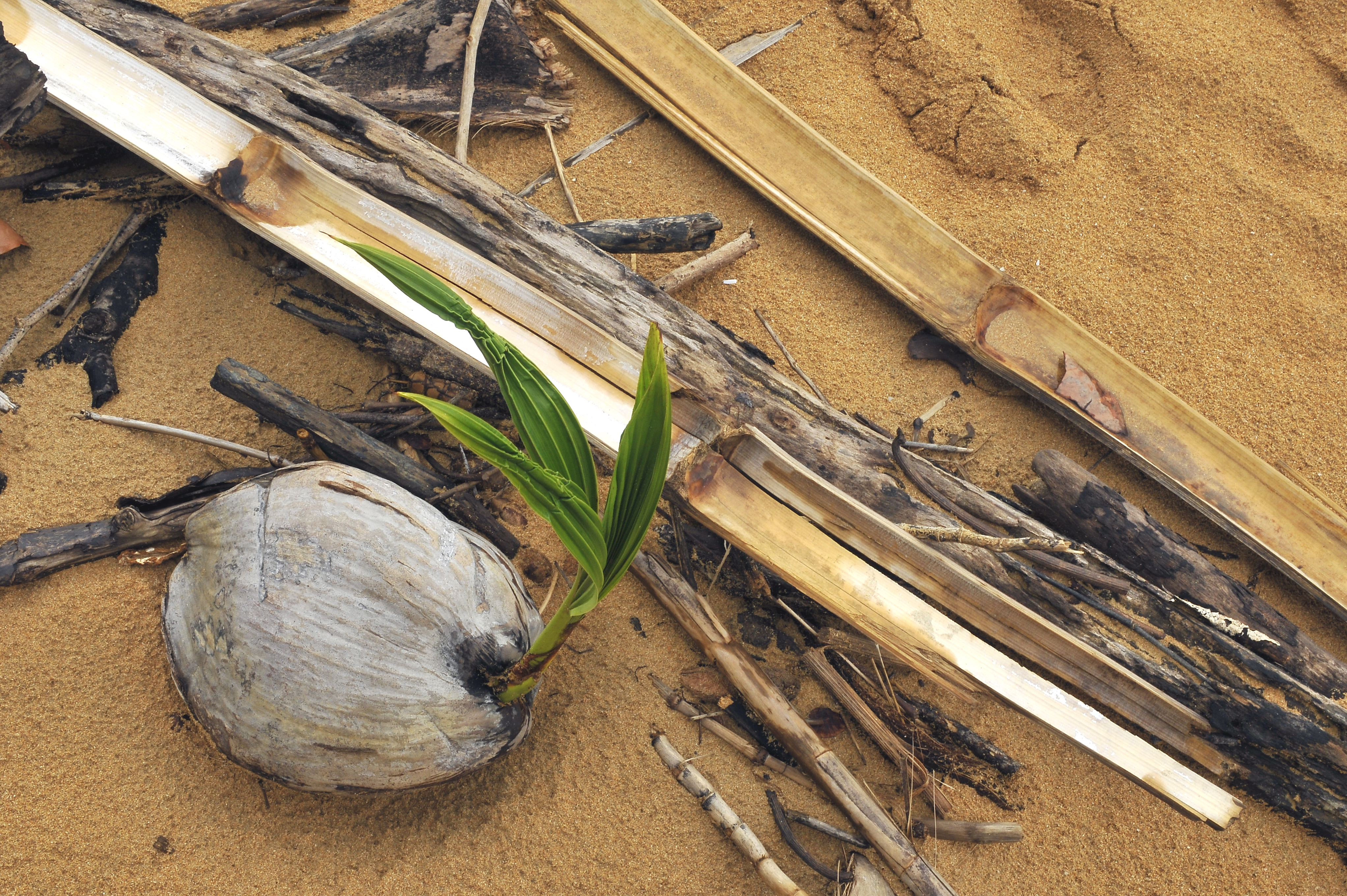
Germination.
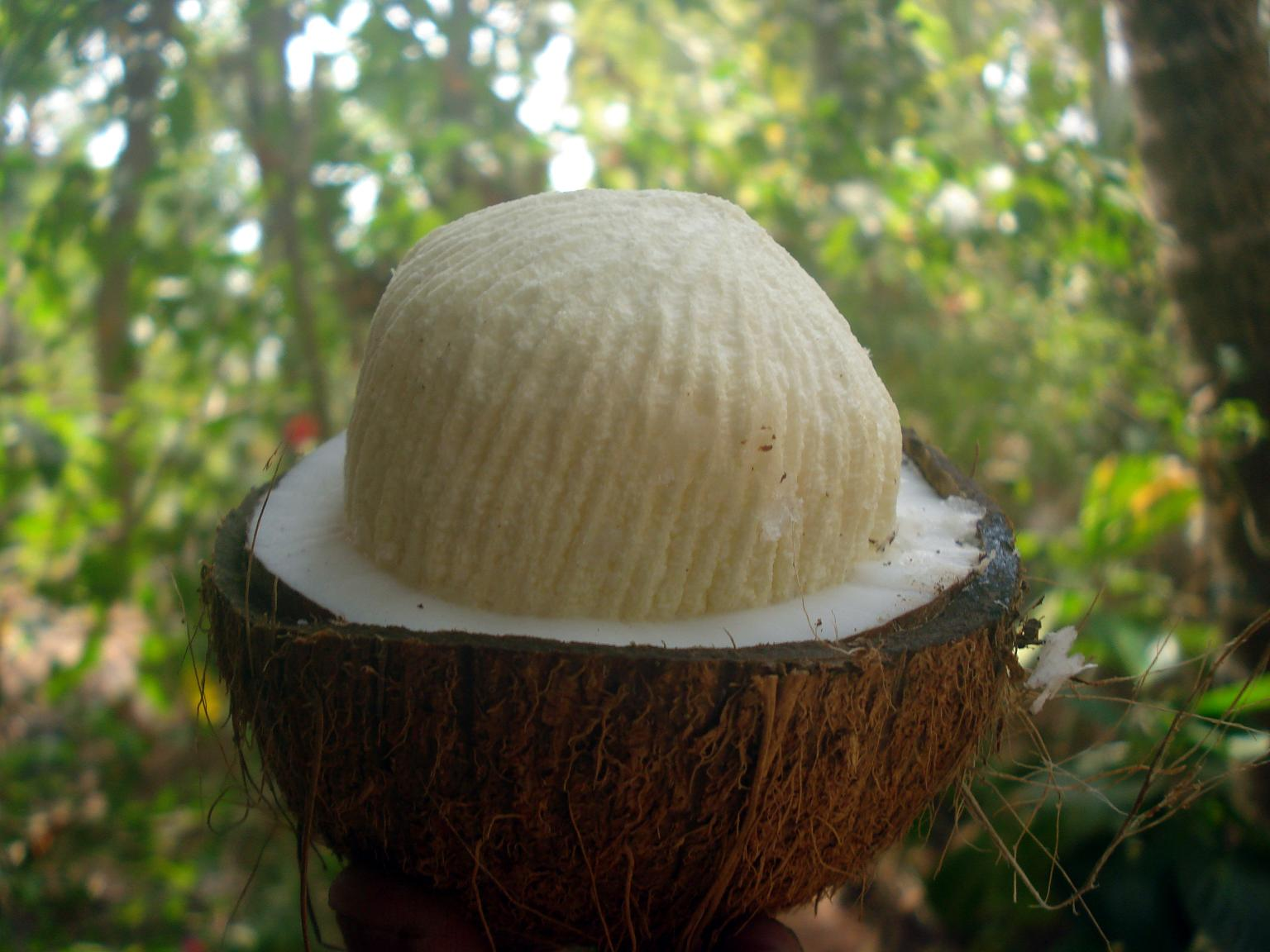
Germe développé.
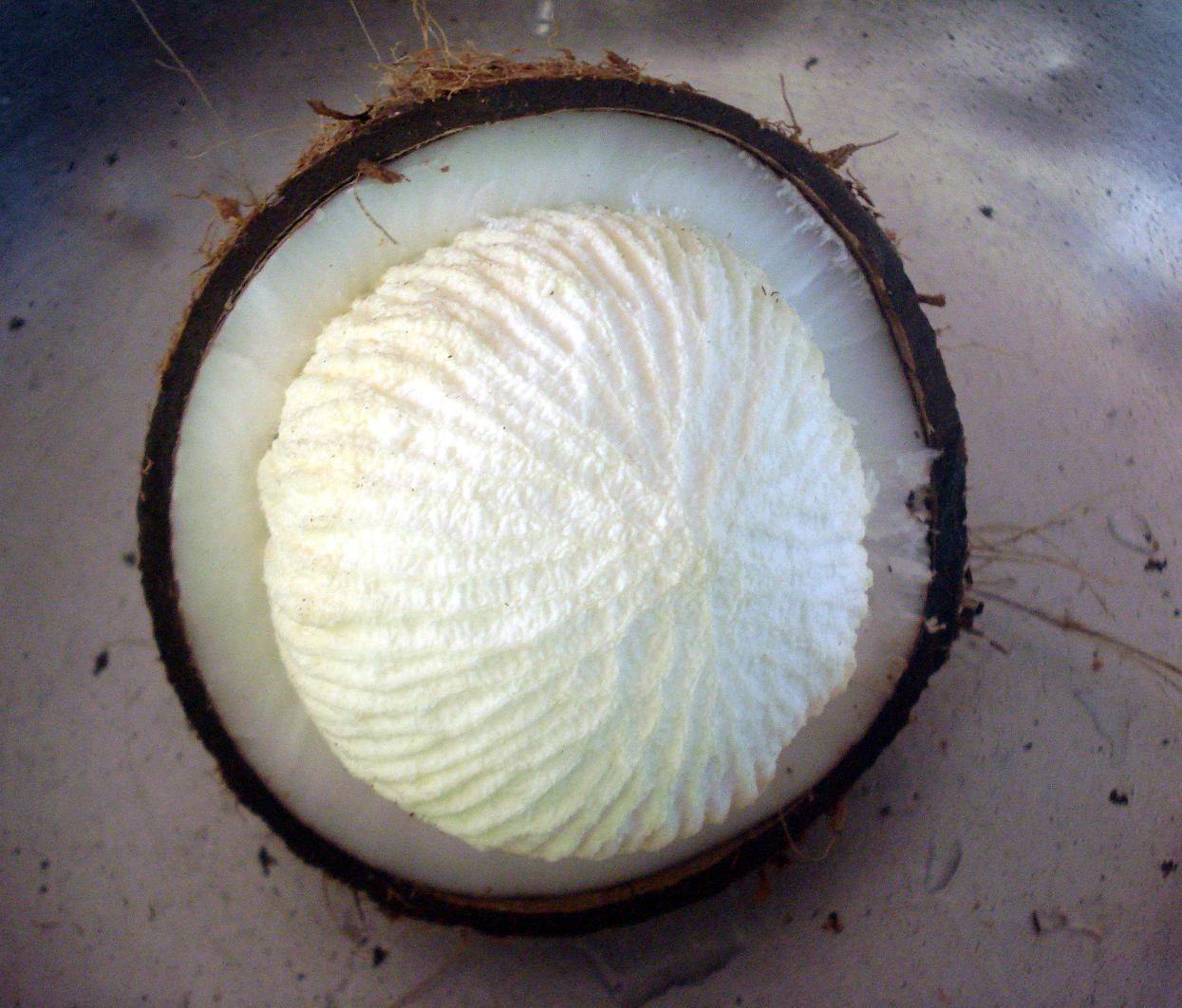
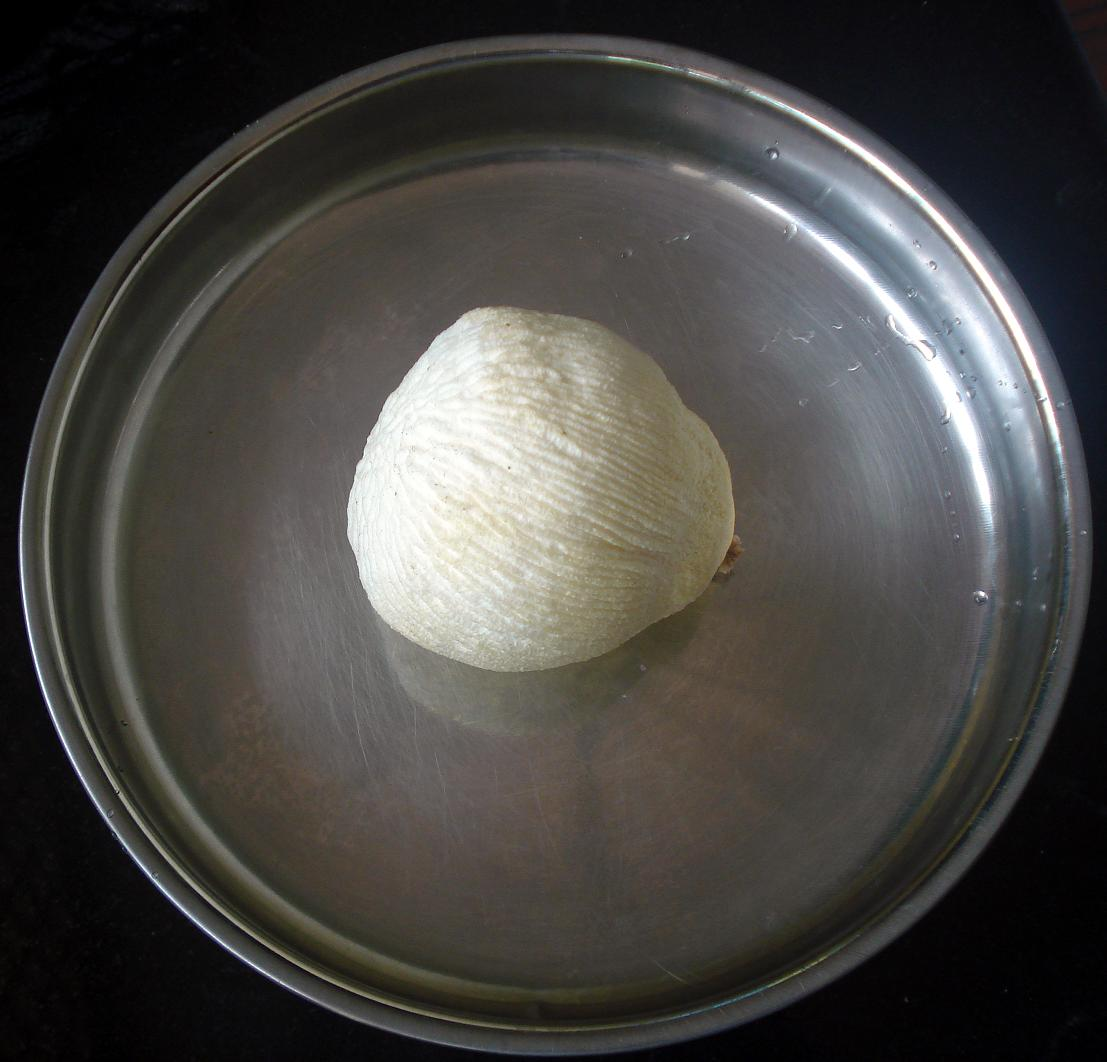

Mûre, l'amande de noix de coco est comestible et sert d'ingrédient à de nombreuses recettes de cuisine tropicale en raison de son parfum caractéristique. Le germe de la noix de coco qui se développe en occupant l'espace laissé par l'eau de coco est également comestible. Il prend une forme ronde recouverte d'une fine couche de couleur jaune. L'intérieur est composé d'une chair fibreuse blanchâtre au goût sucré et imprégnée d'eau de coco.

Consommation
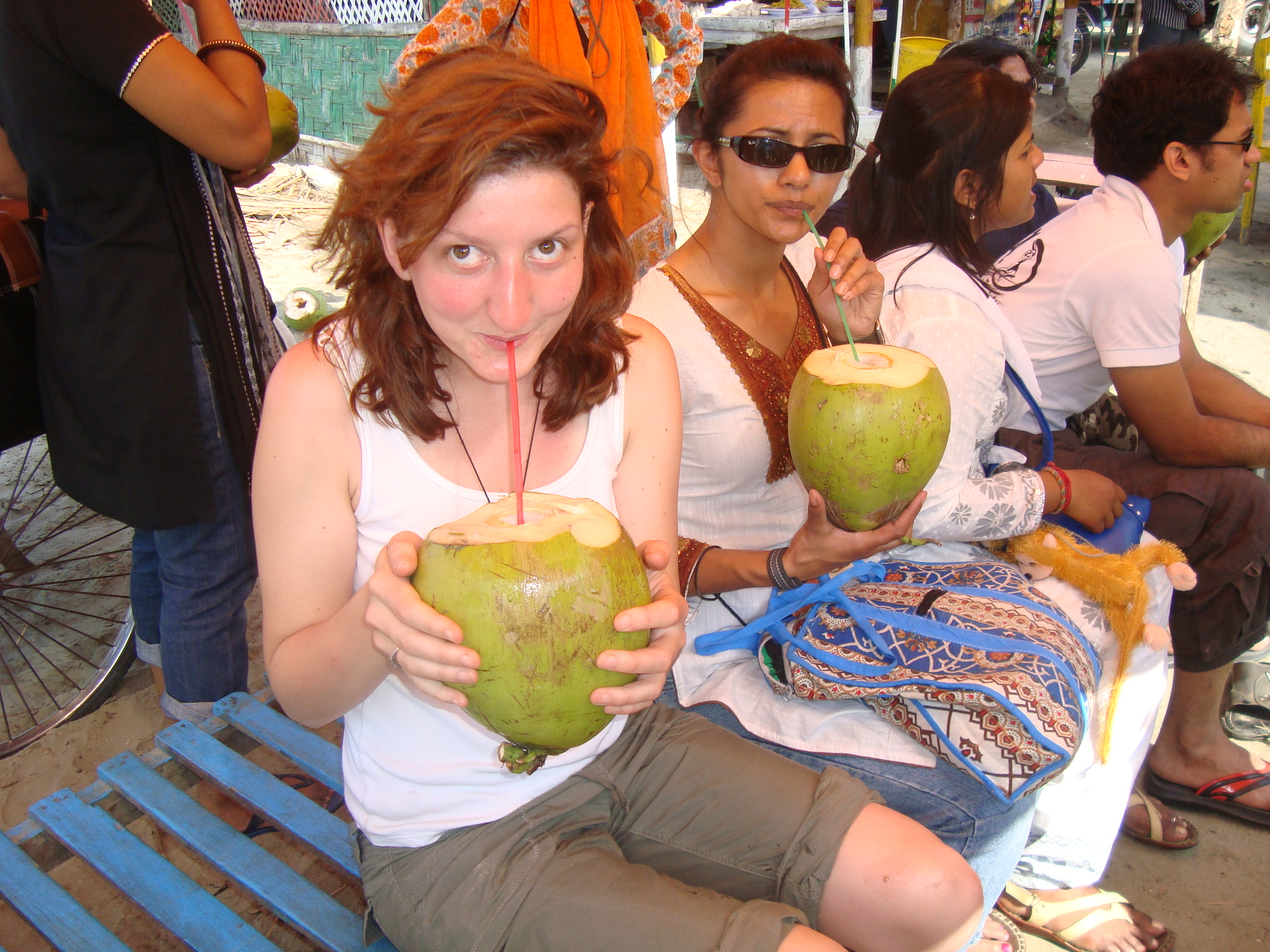
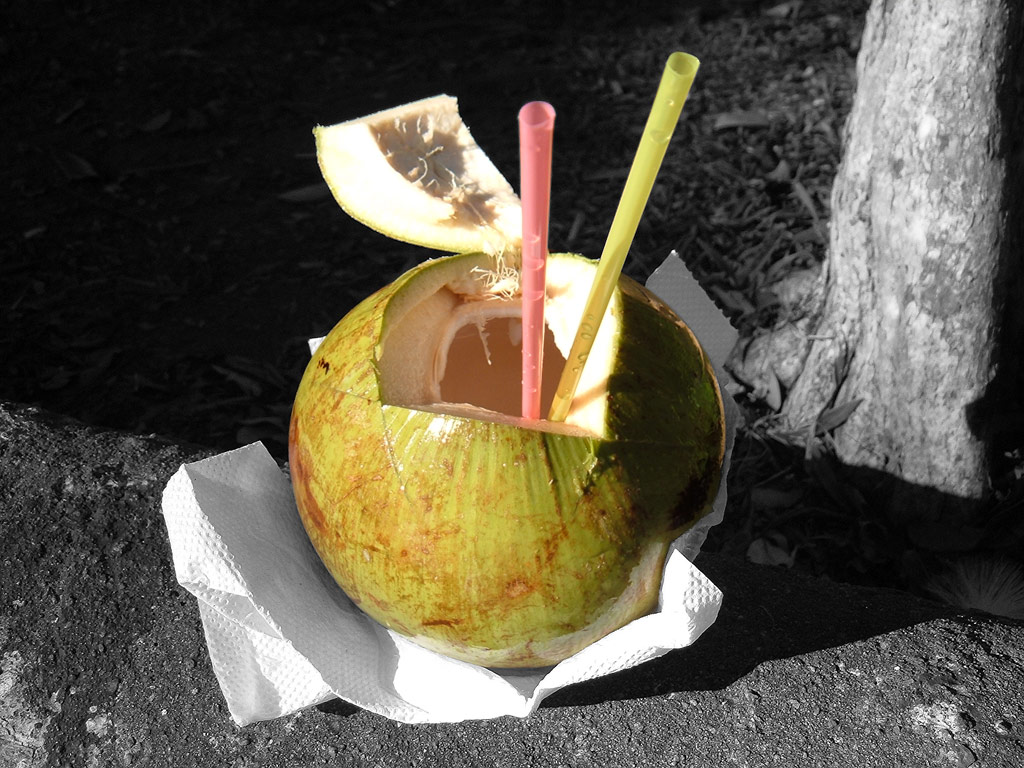
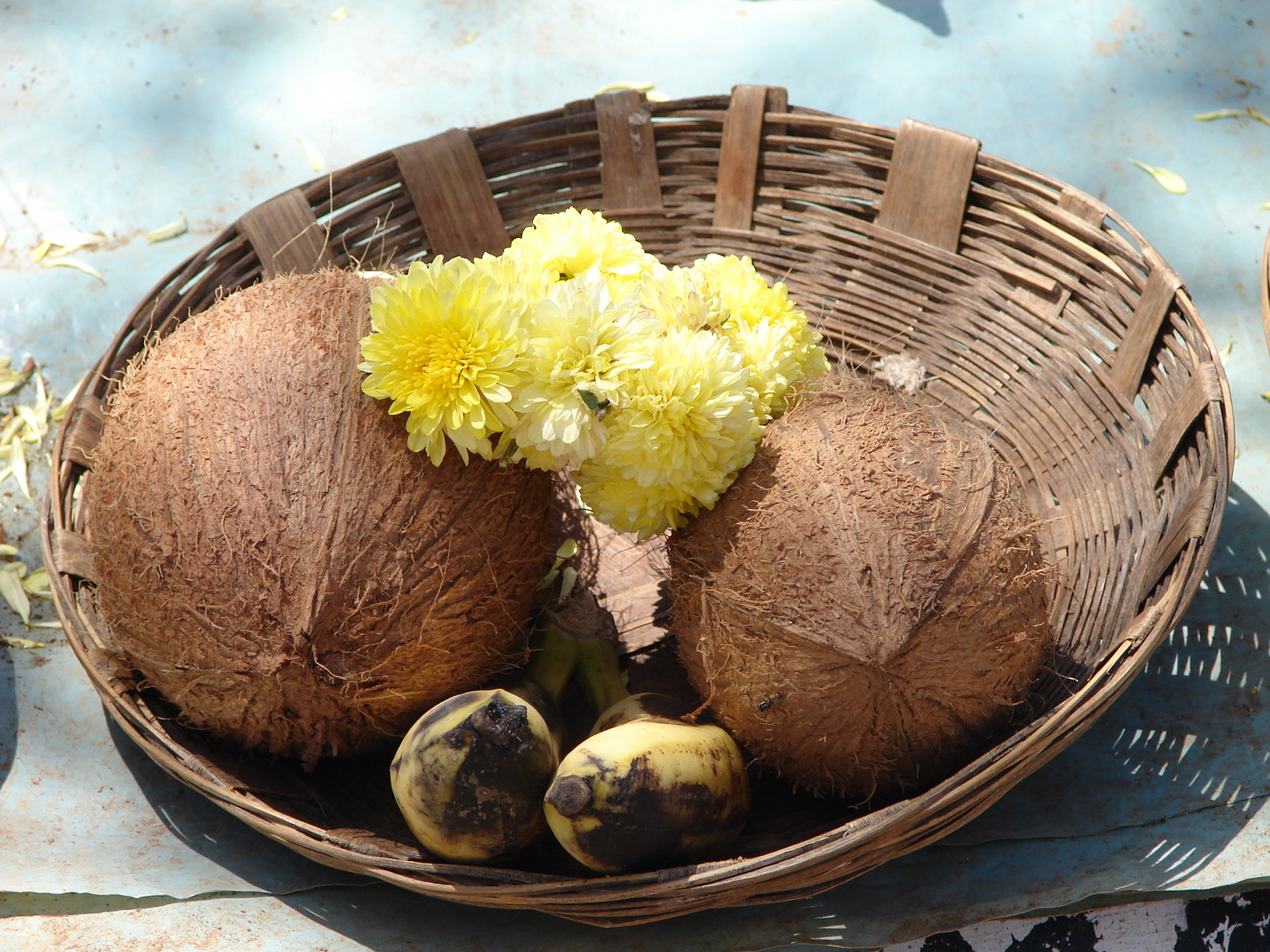
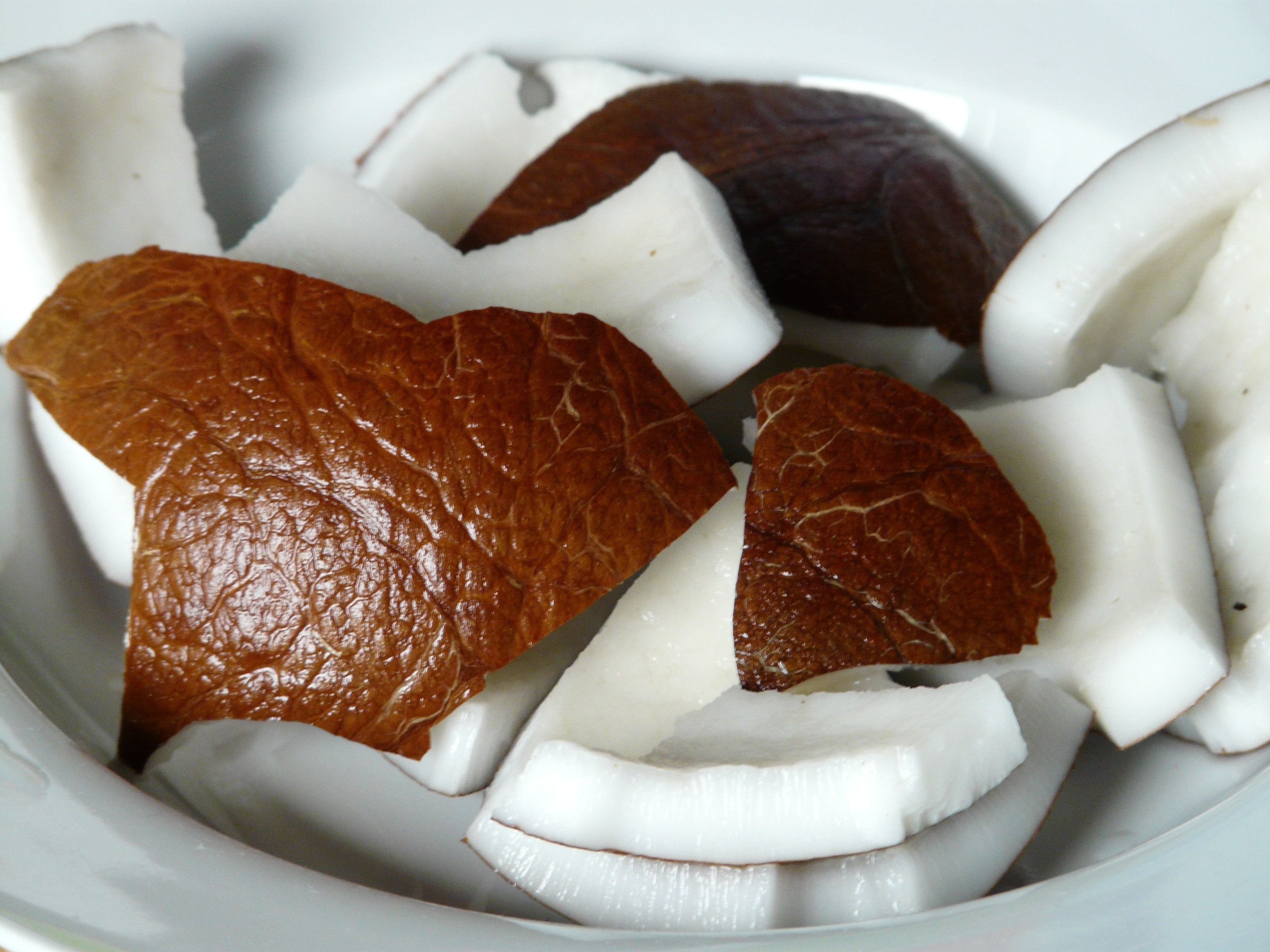
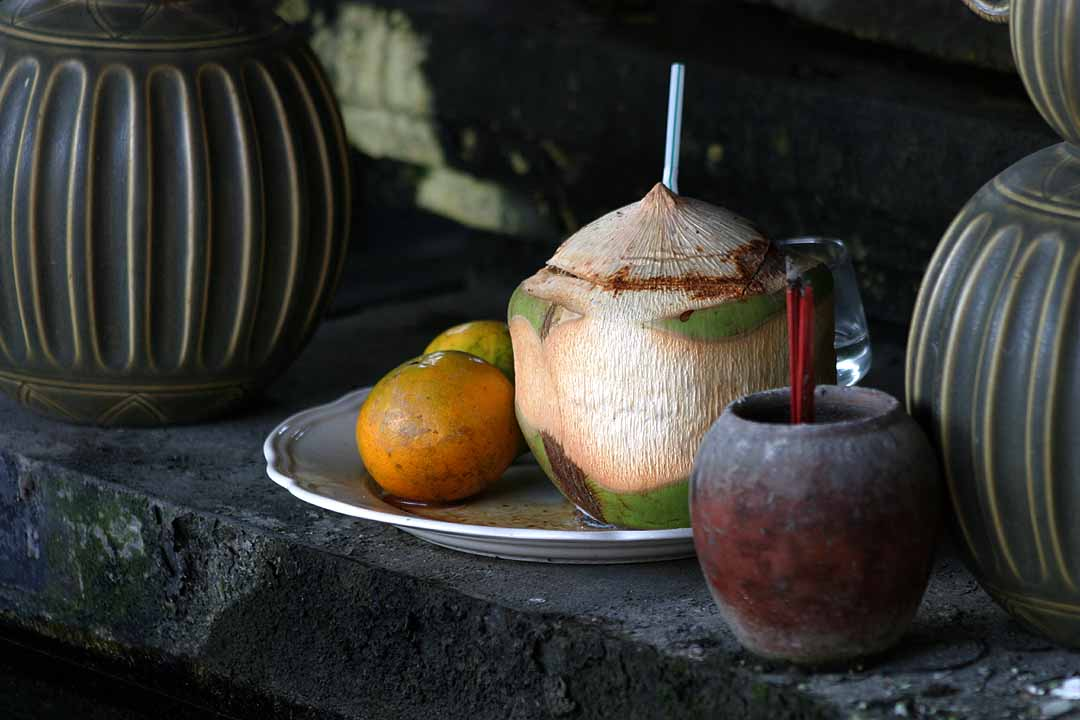
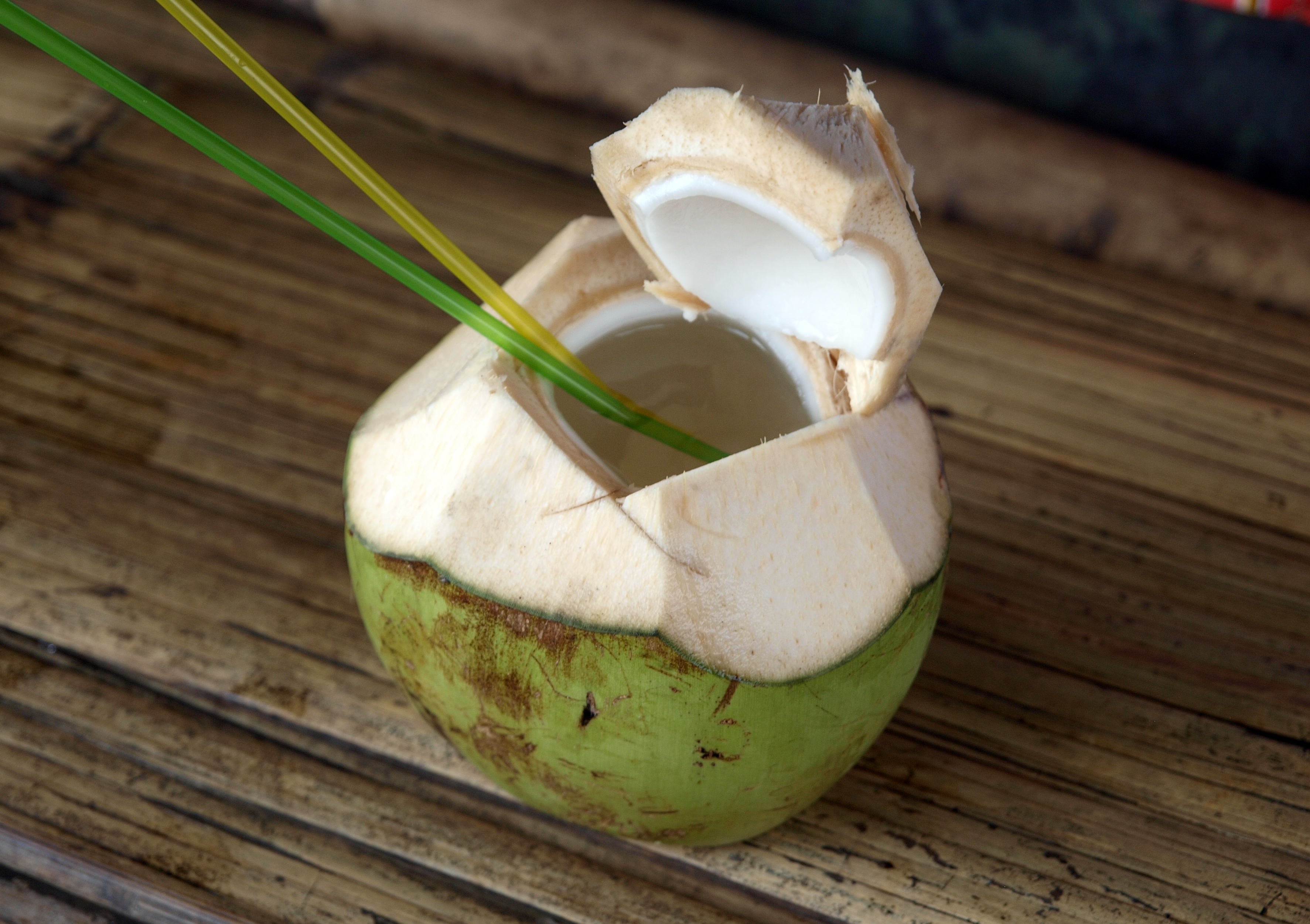
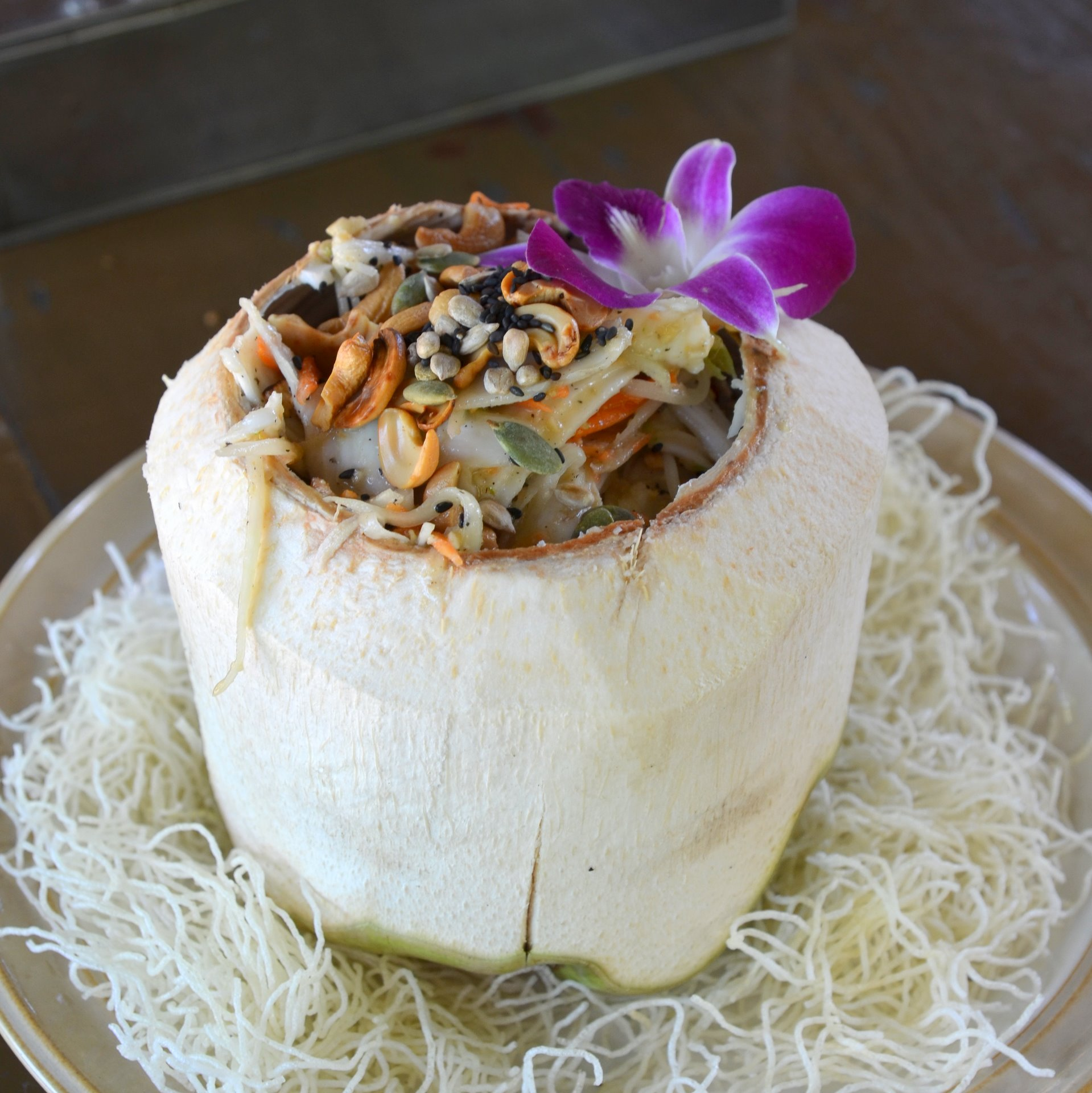
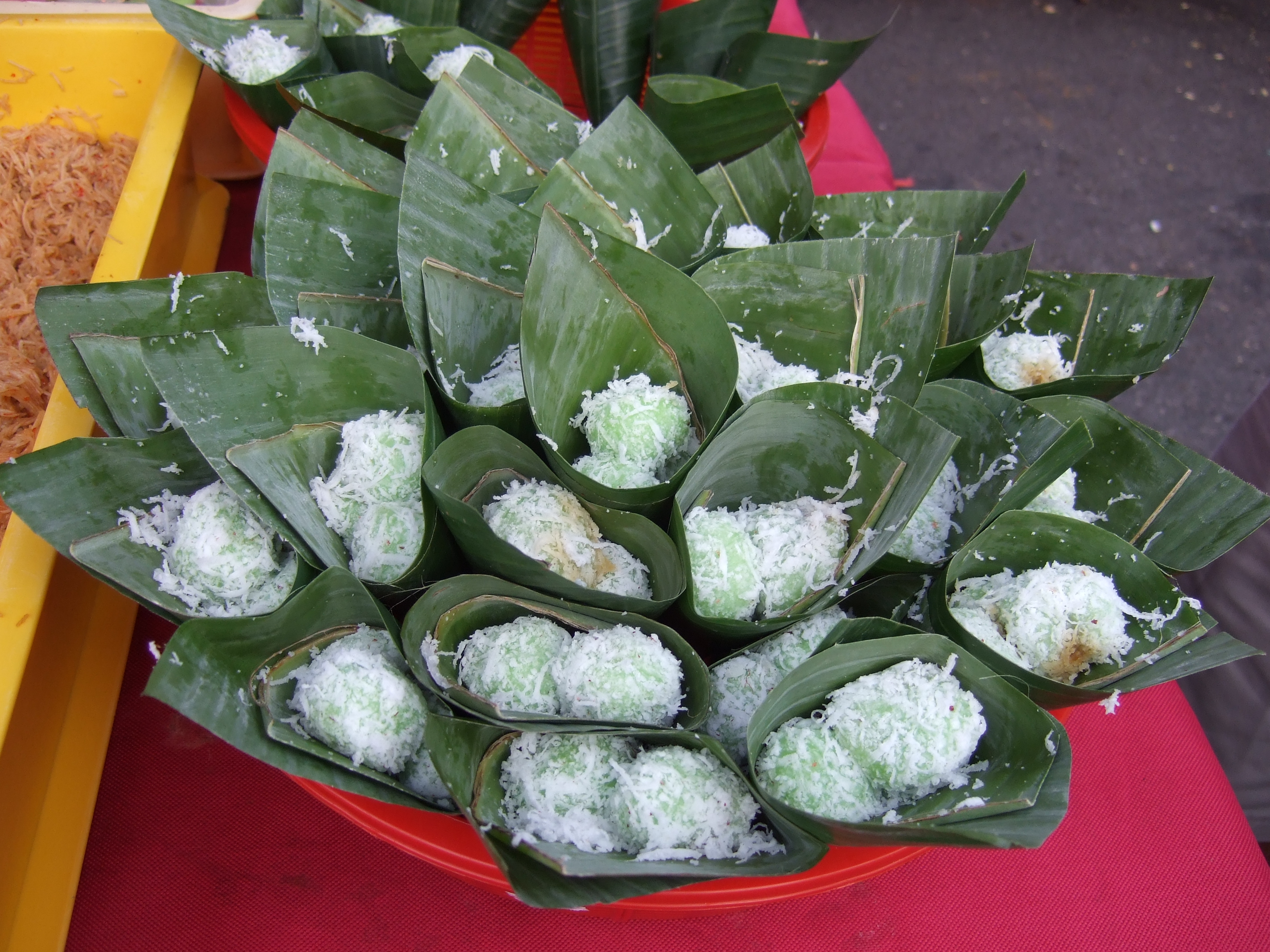
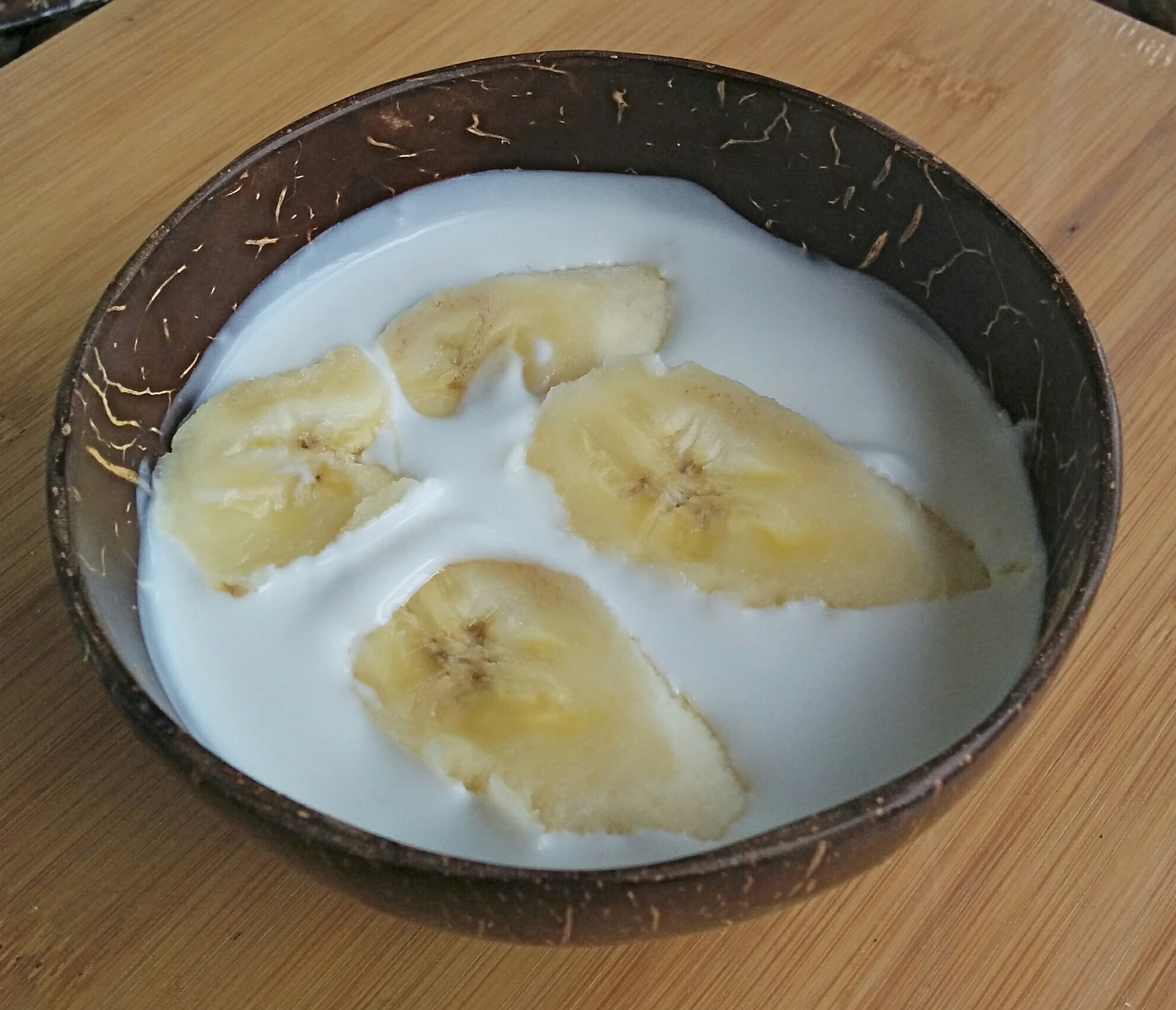
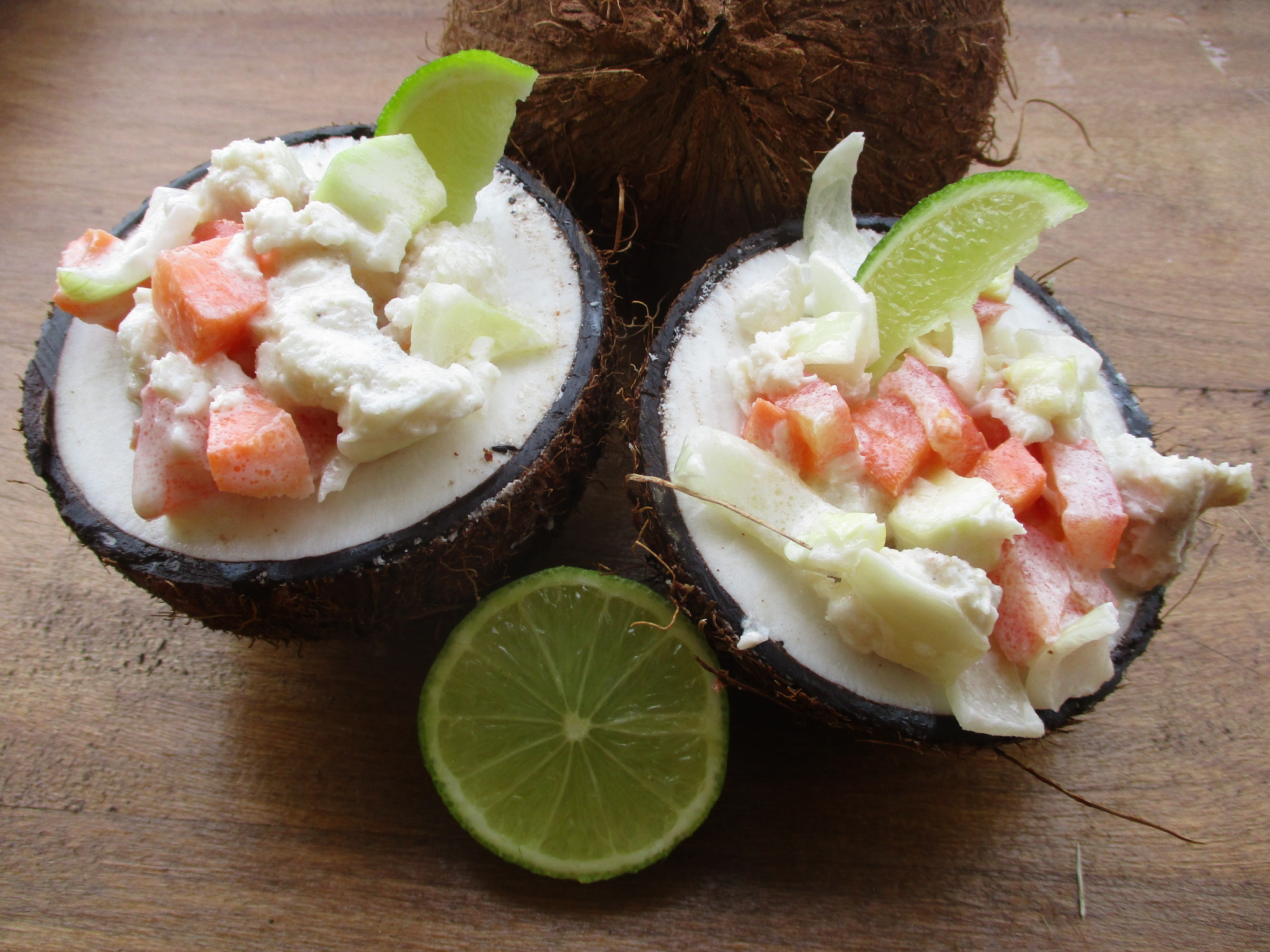
Ika mata (îles du Pacifique)
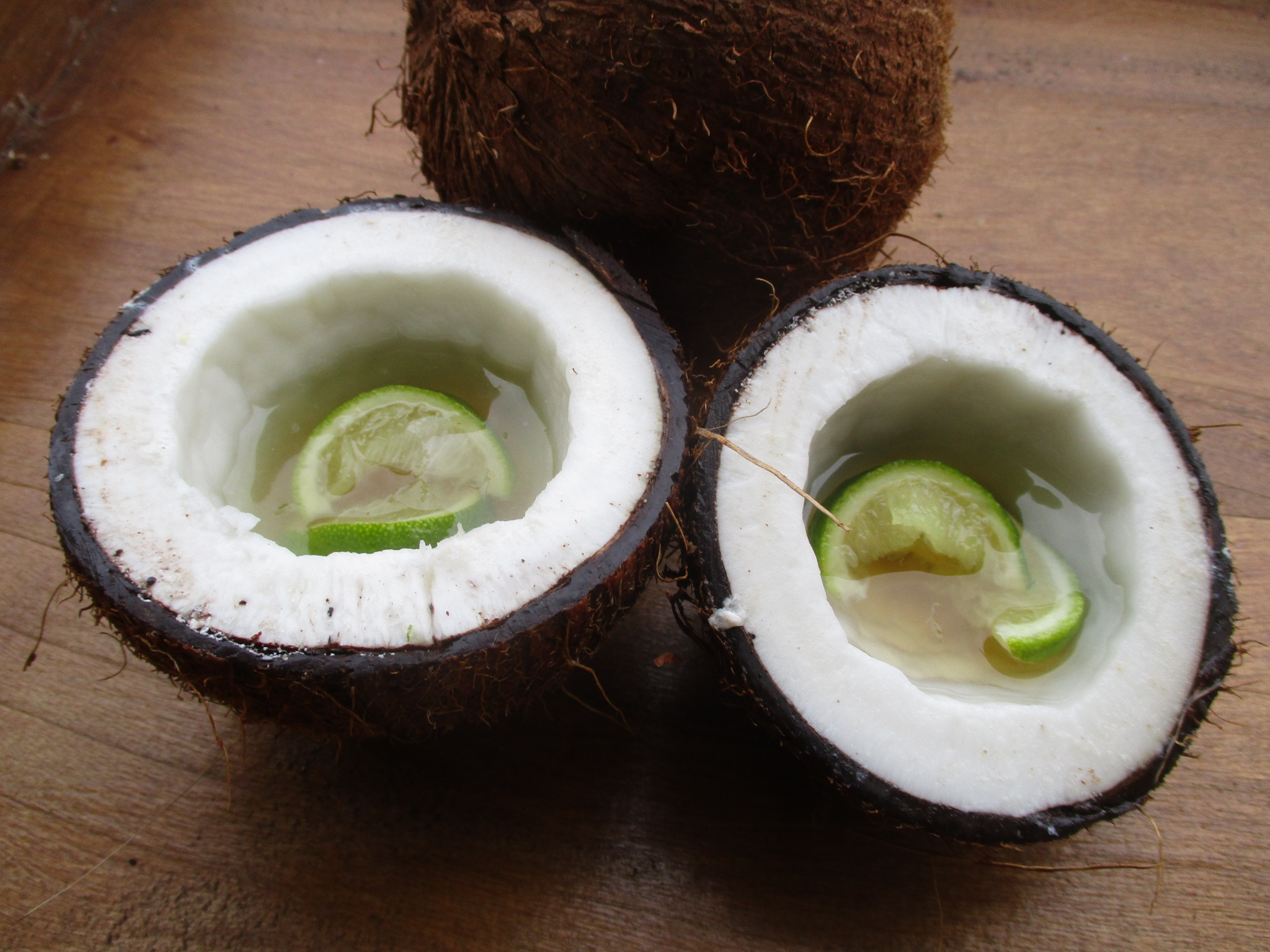
Ti-punch (Antilles)

Une noix de coco entière se conserve plusieurs semaines dans un endroit frais. L'amande se conserve quelques jours au frais, enveloppée dans un film alimentaire ou immergée dans de l'eau.

#### Pulpe
Lorsque la noix est jeune, la pulpe est une fine couche gélatineuse et comestible collée à la paroi de la noix. À maturité, la pulpe est solide et prend une couleur blanche. Elle est également appelée amande de noix de coco.

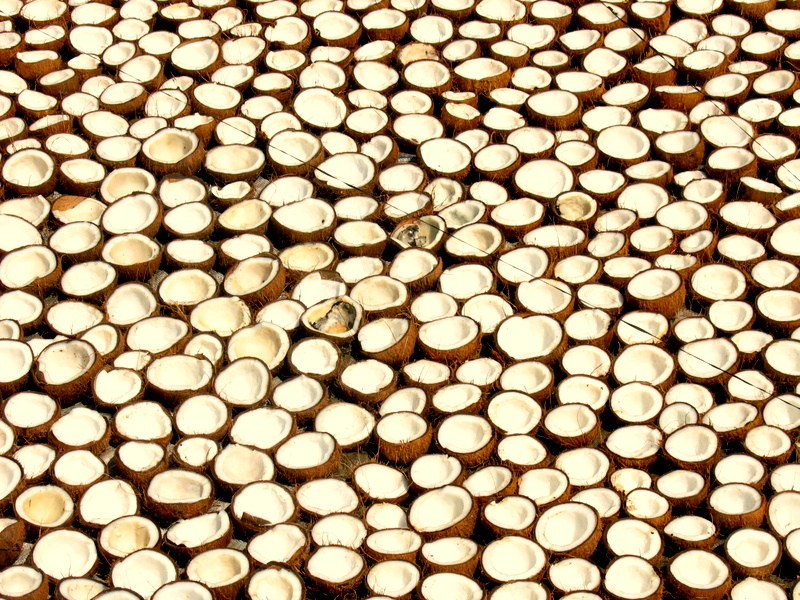
Séchage des noix de coco coupées (Kérala)
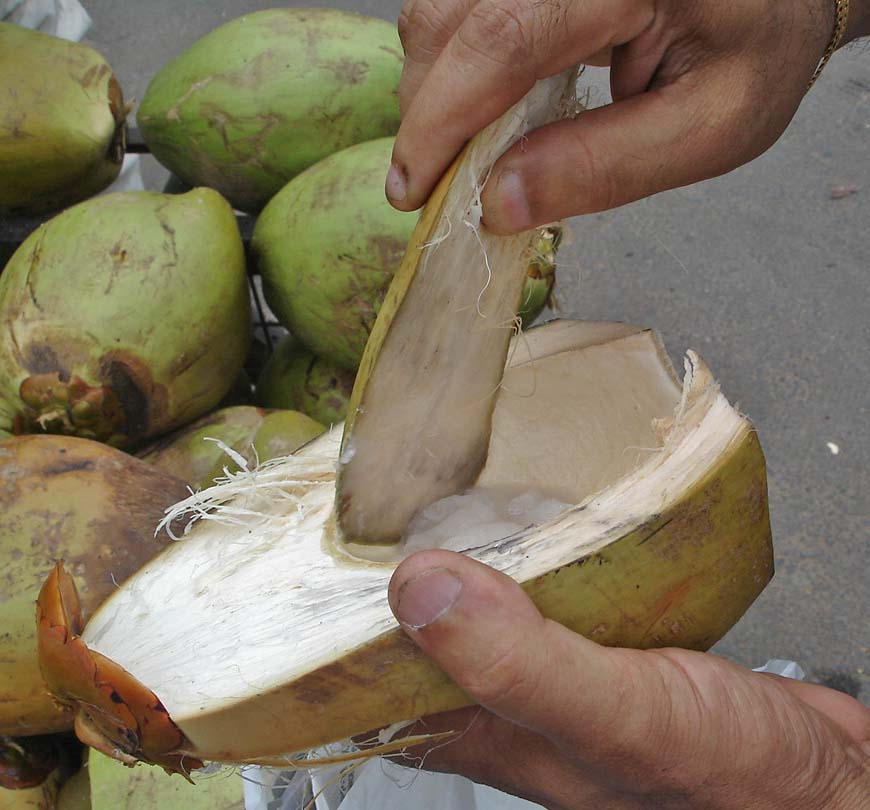
Pulpe gélatineuse de jeune noix.
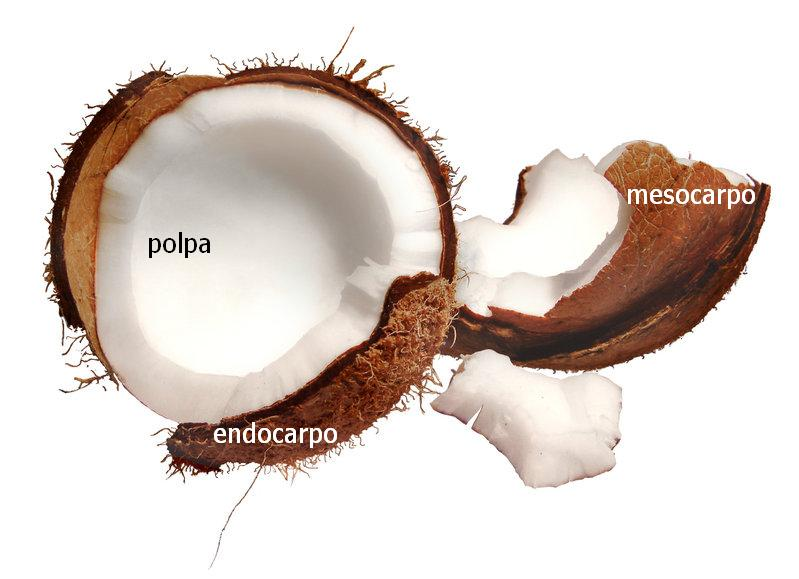
Pulpe de noix mûre.
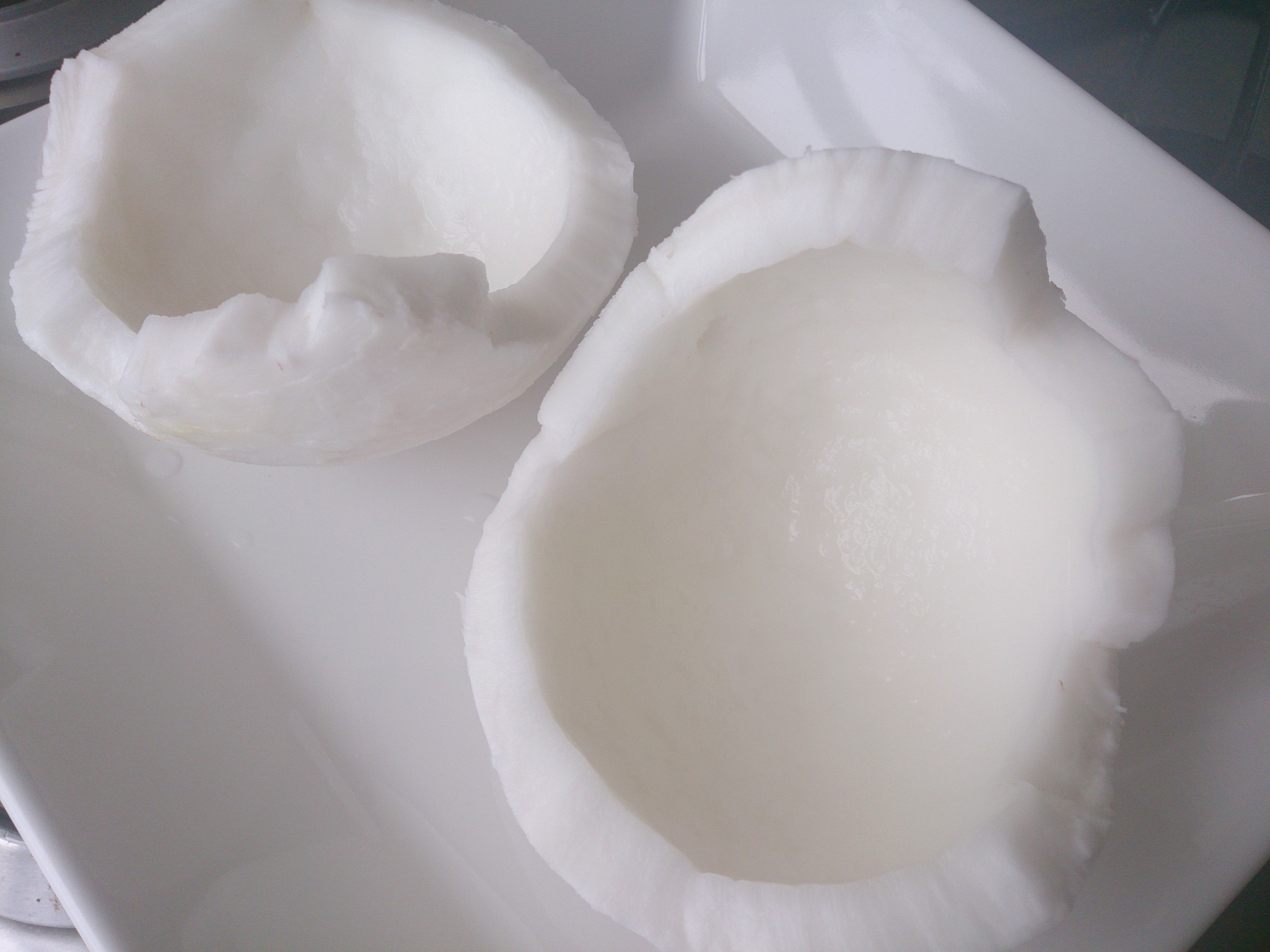
Pulpe

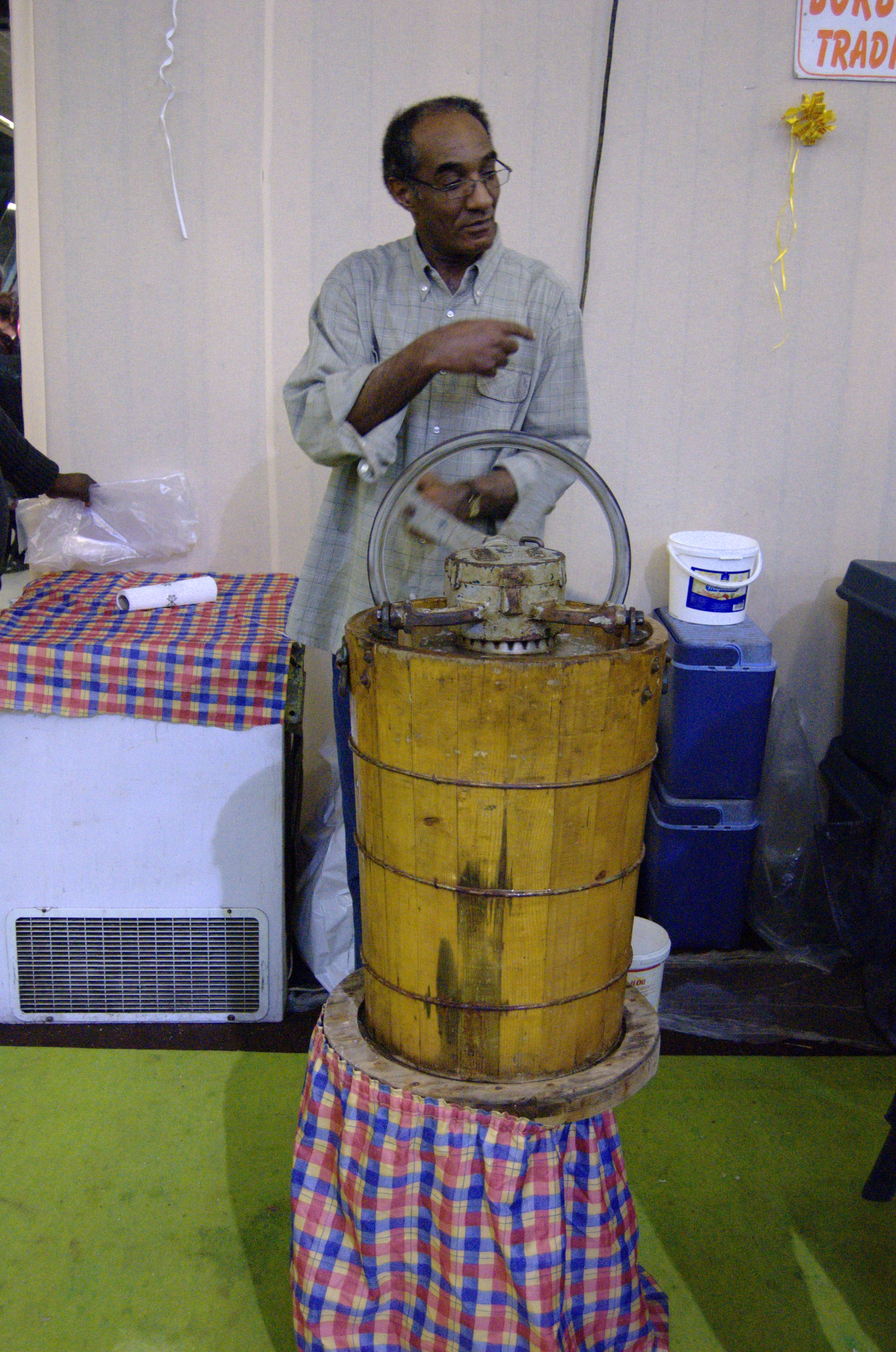
Sorbetière traditionnelle à sorbet coco de la cuisine antillaise

Une fois bien séchée, la pulpe se conserve dans un bocal hermétique à l'abri de la chaleur et de la lumière. En petits morceaux, la pulpe de noix de coco peut accompagner une fondue au chocolat, râpée elle s'utilise dans les sauces au curry pour accompagner les poissons, l'agneau ou le poulet. Blanche ou grillée, elle s'utilise aussi fréquemment dans les desserts comme les biscuits congolais, les tuiles, les glaces, les cakes et quatre-quarts, et pour la décoration des gâteaux.

#### Noix de coco en poudre
De la noix de coco en poudre ou copeaux est commercialisée, elle est utilisée dans la confection de pâtisserie et confiserie.

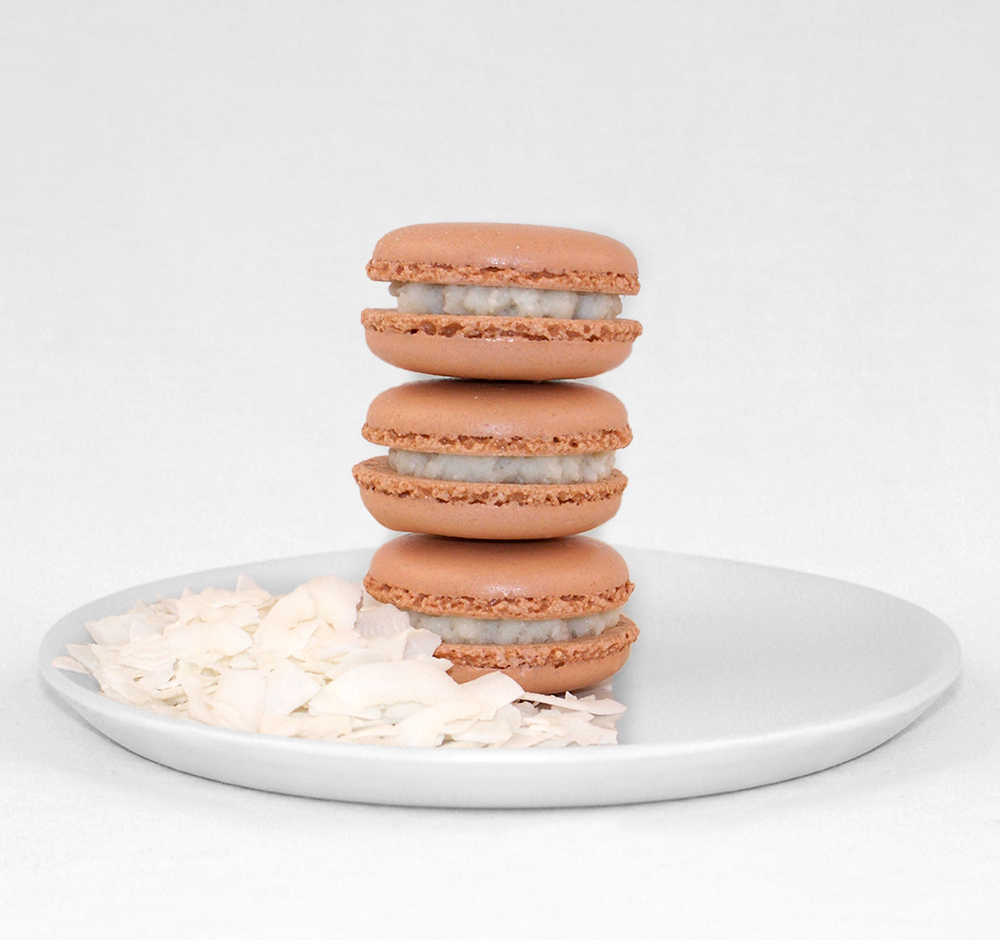
Macaron coco.
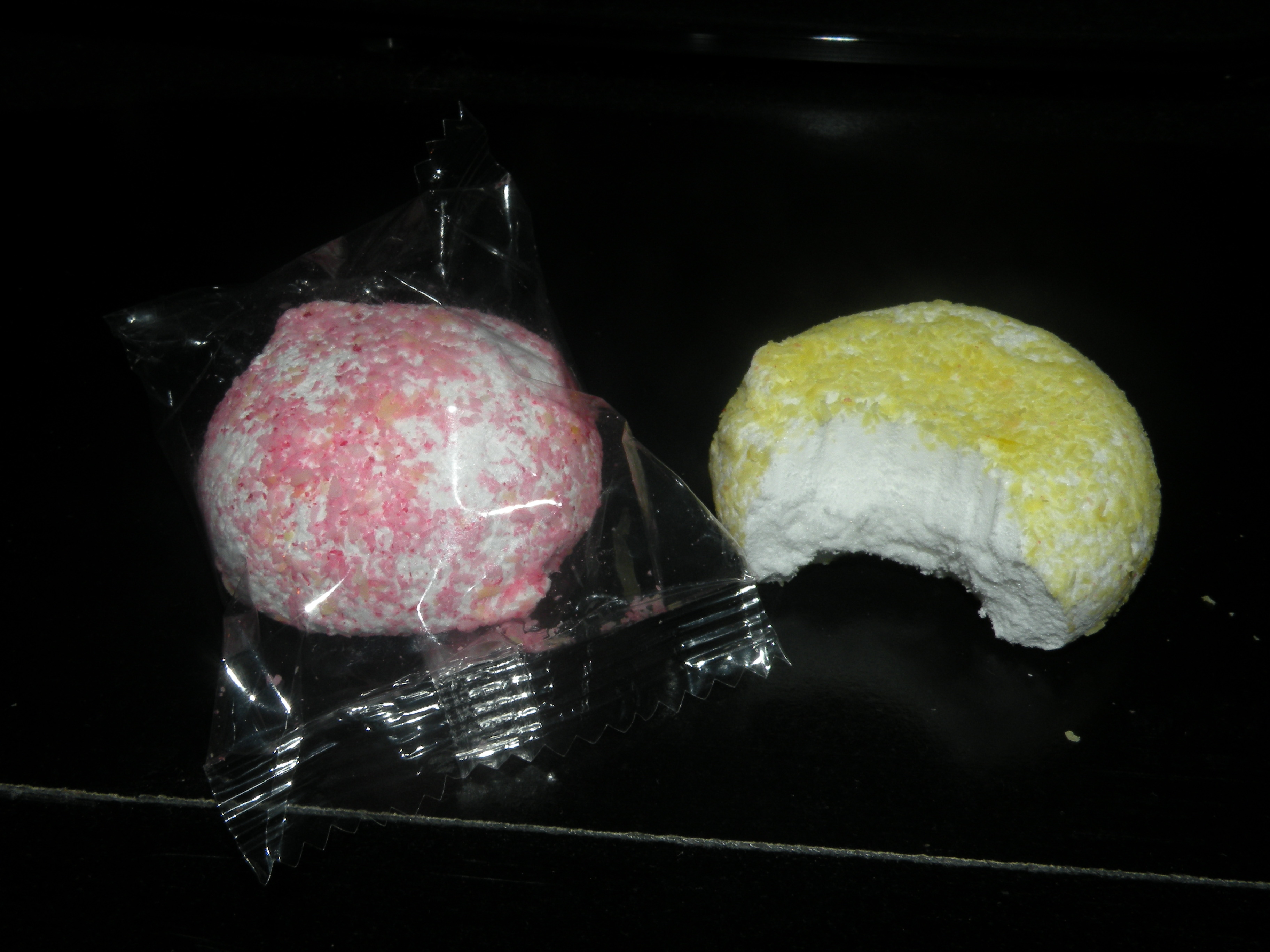
Boules coco.
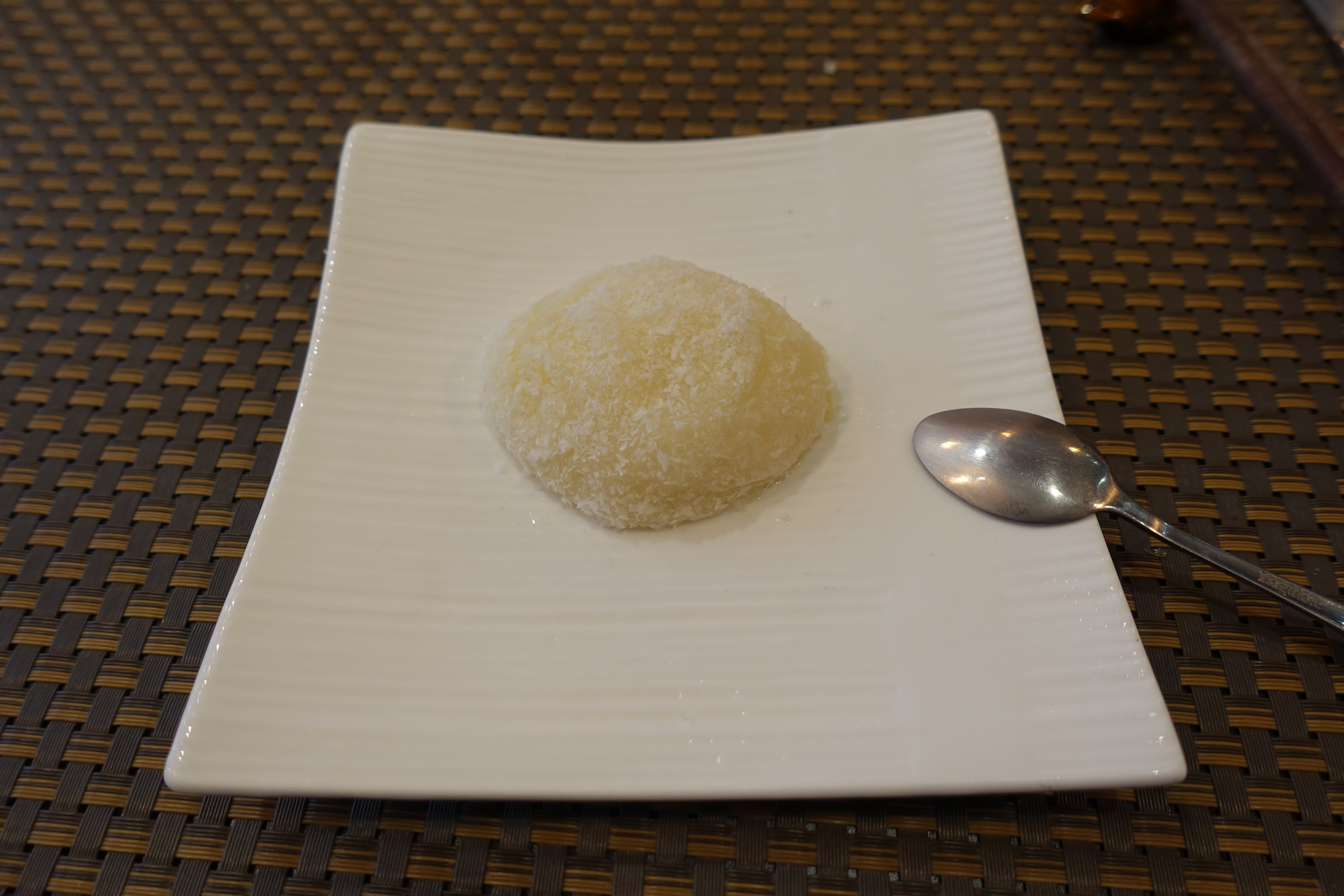
Perle de coco.
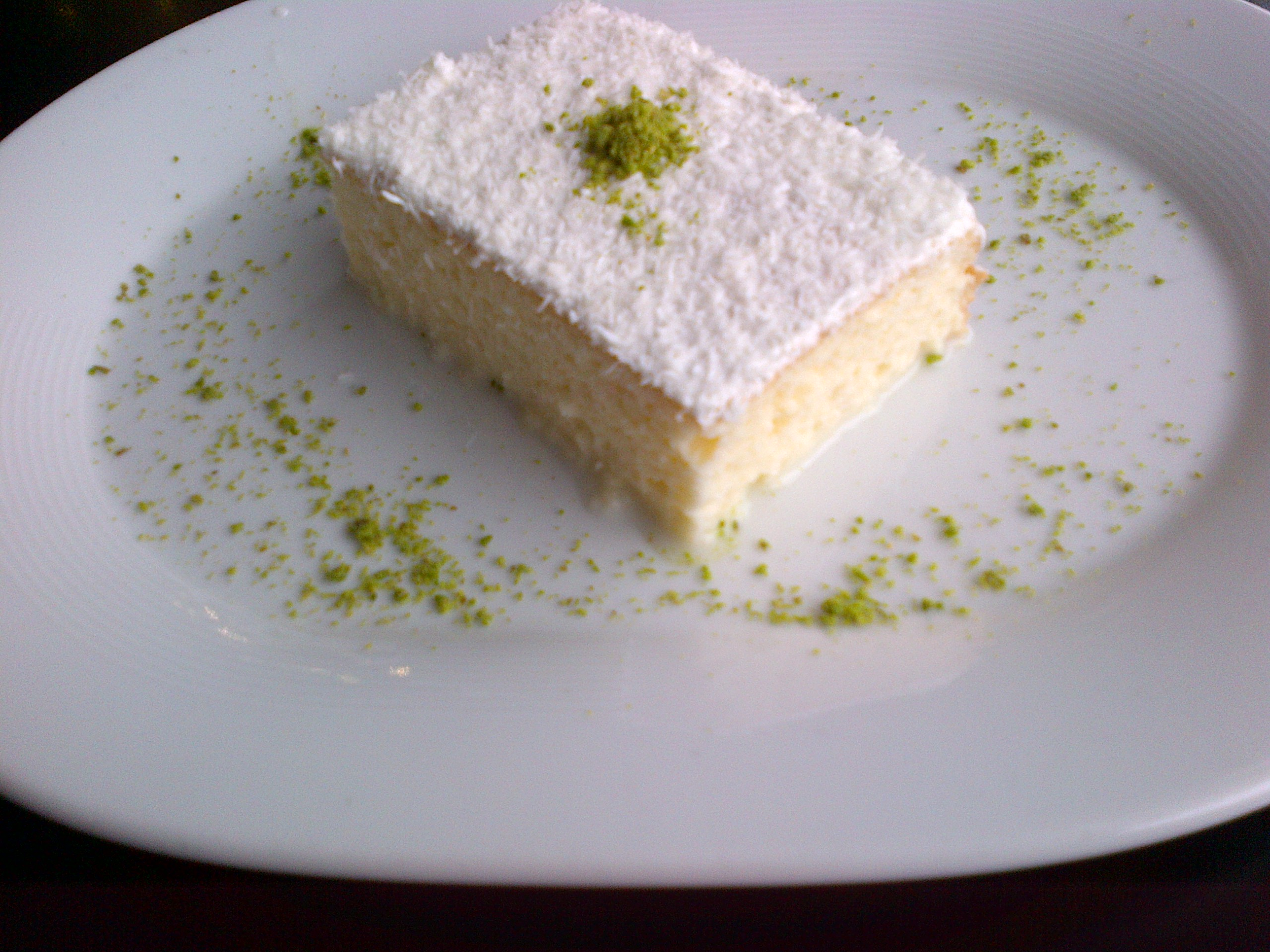
Trileçe, version turque du gâteau aux trois laits.
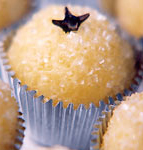
Beijinho.

#### Eau et lait de coco
L'eau de coco est de l'eau douce que la plante a stockée en réserve dans la noix pour y puiser les éléments nécessaires à sa croissance : les cocotiers poussant souvent en bord de mer, l'eau est trop salée pour la très jeune pousse, et seule une réserve d'eau lui assure sa survie. Cette eau est consommée par les jeunes racines du germe de la plante tout au long de la germination.

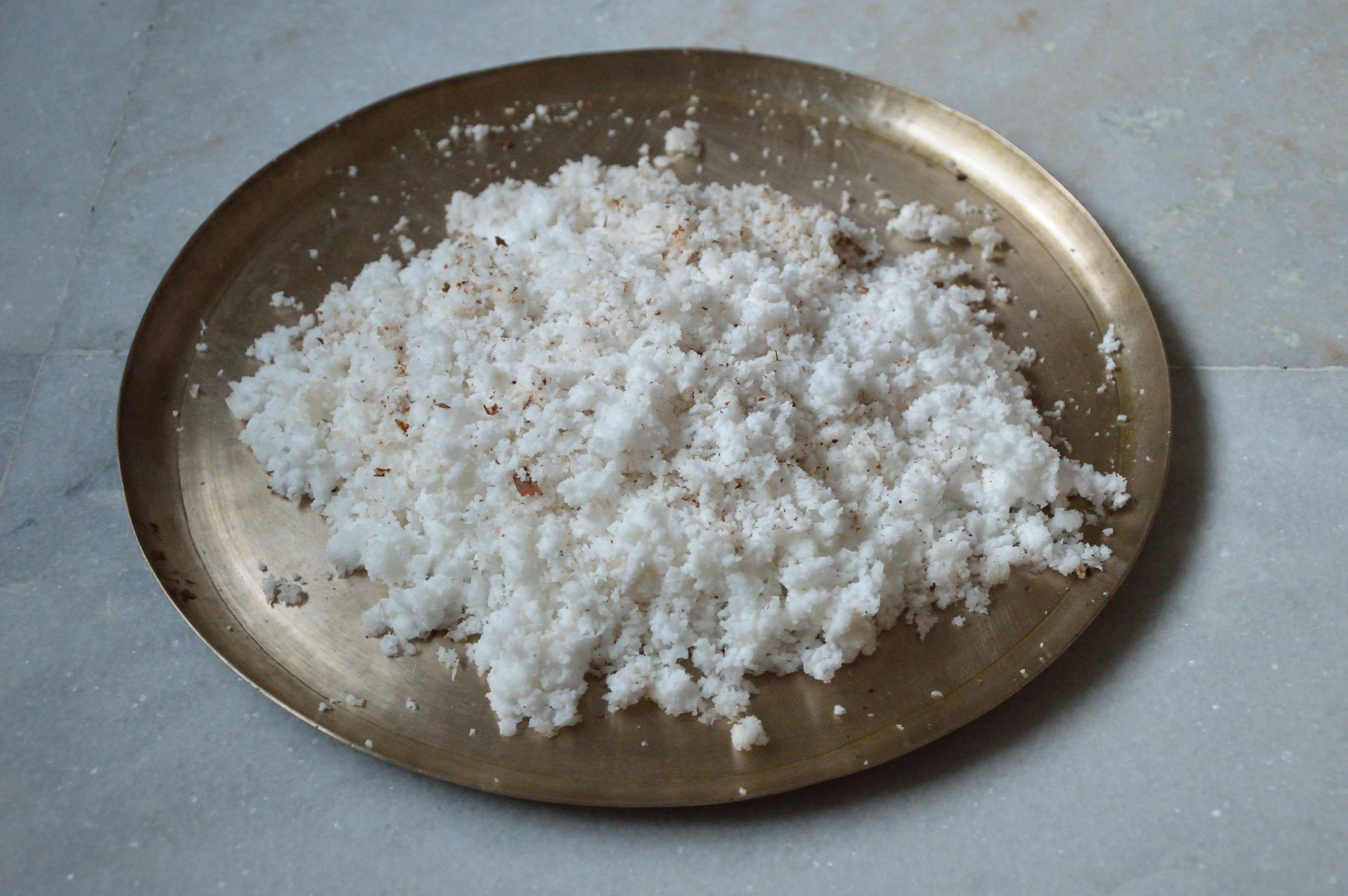
Pulpe de noix de coco râpée.
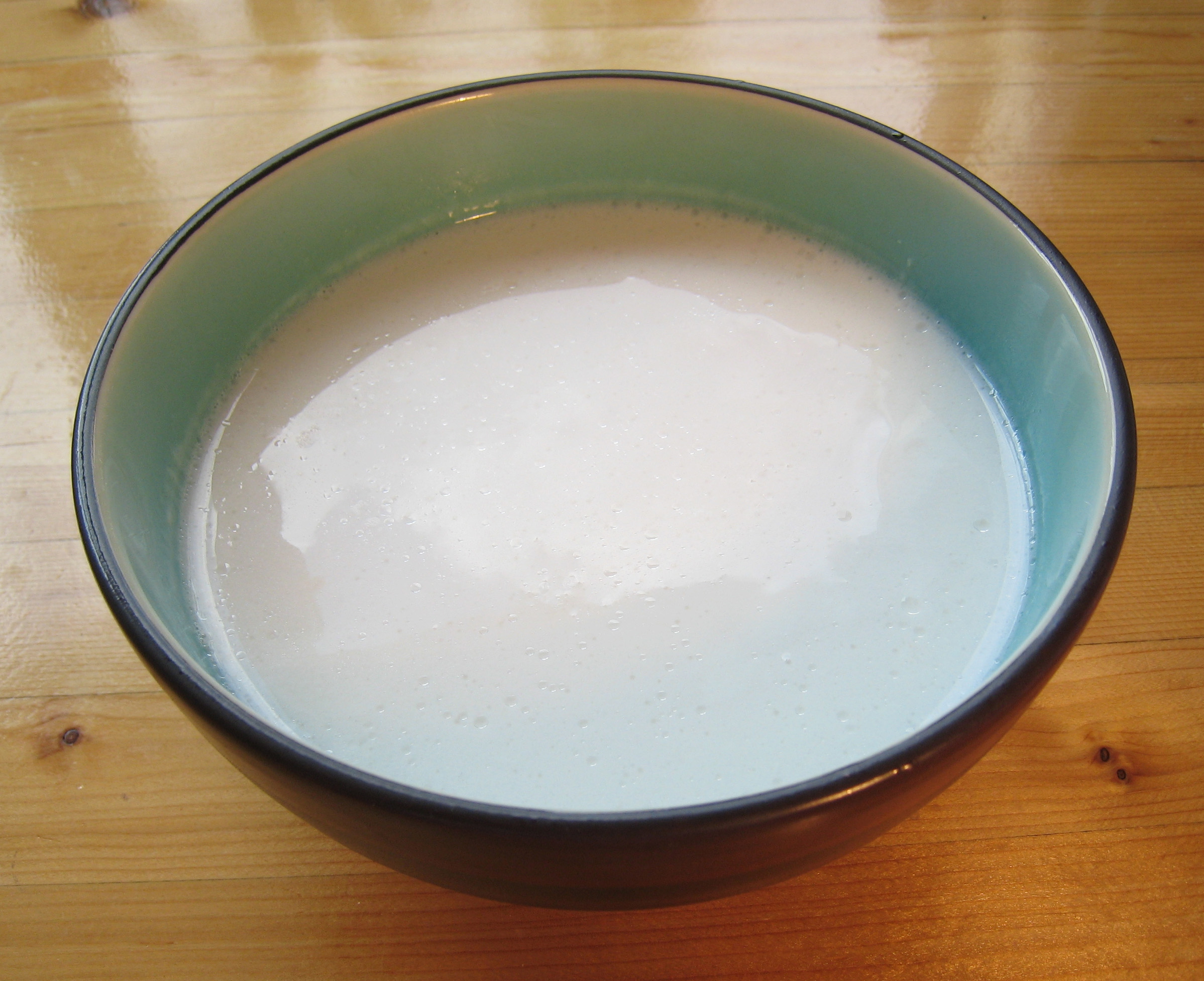
Lait de coco.
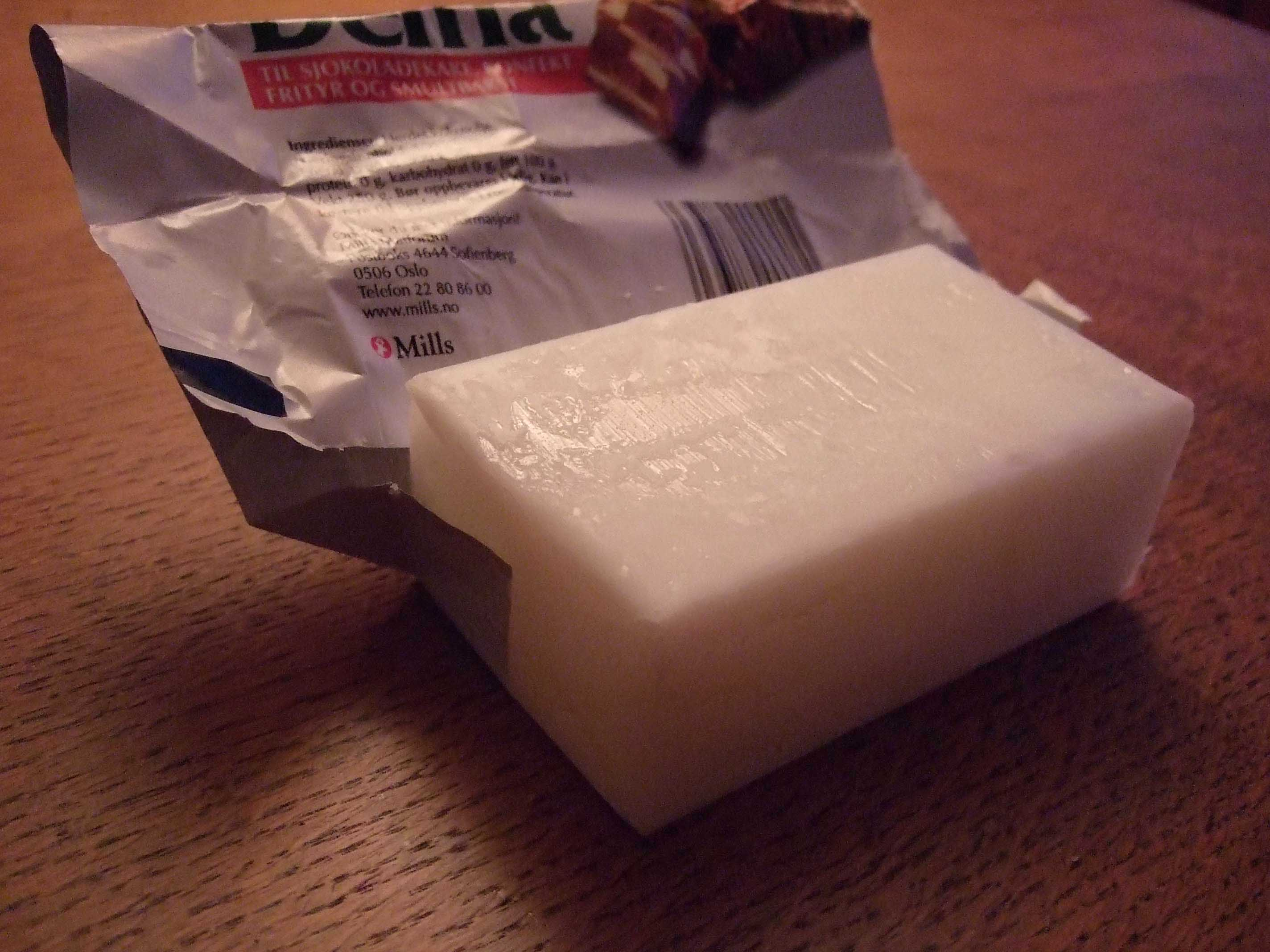
Beurre de coco
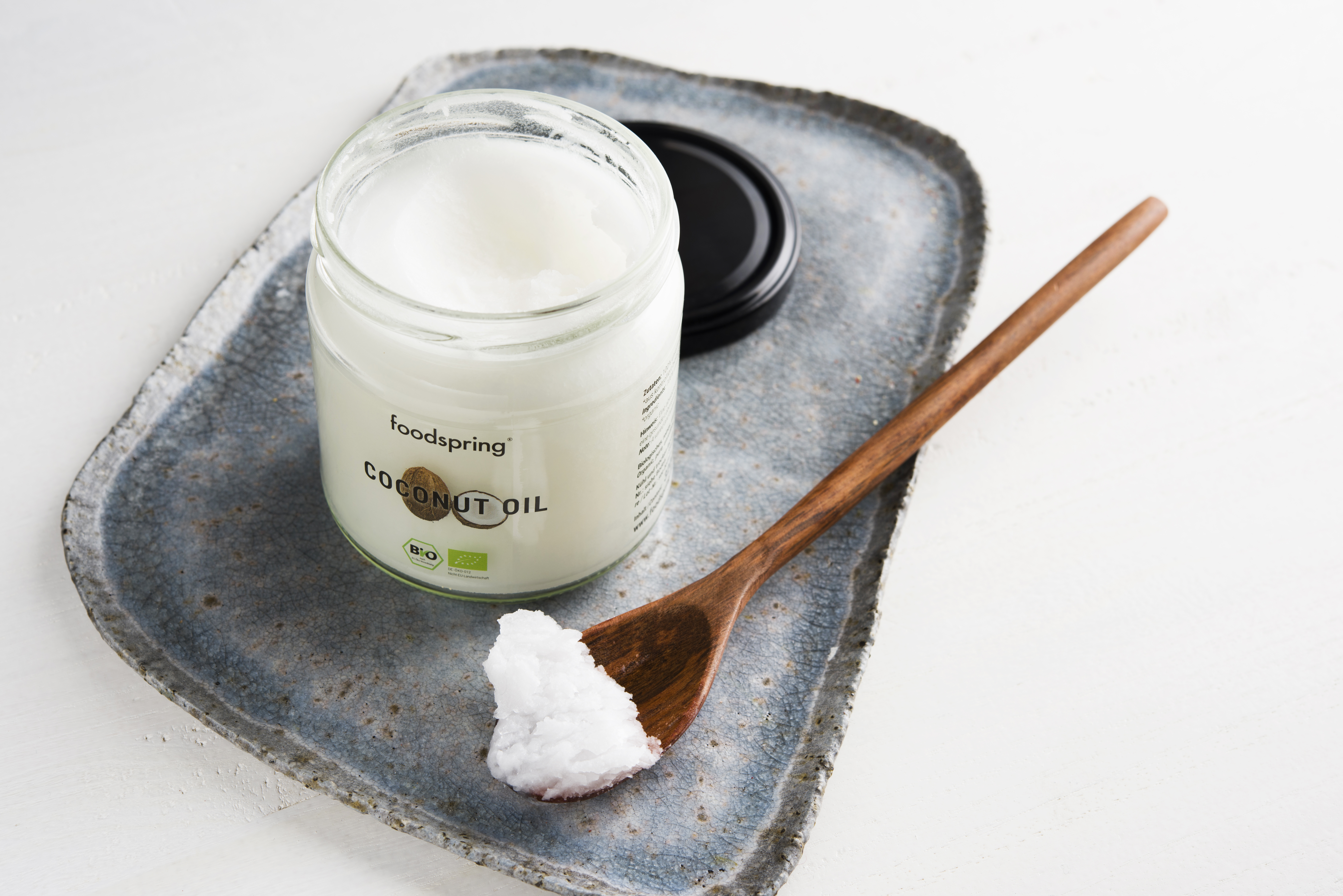
Huile de coco
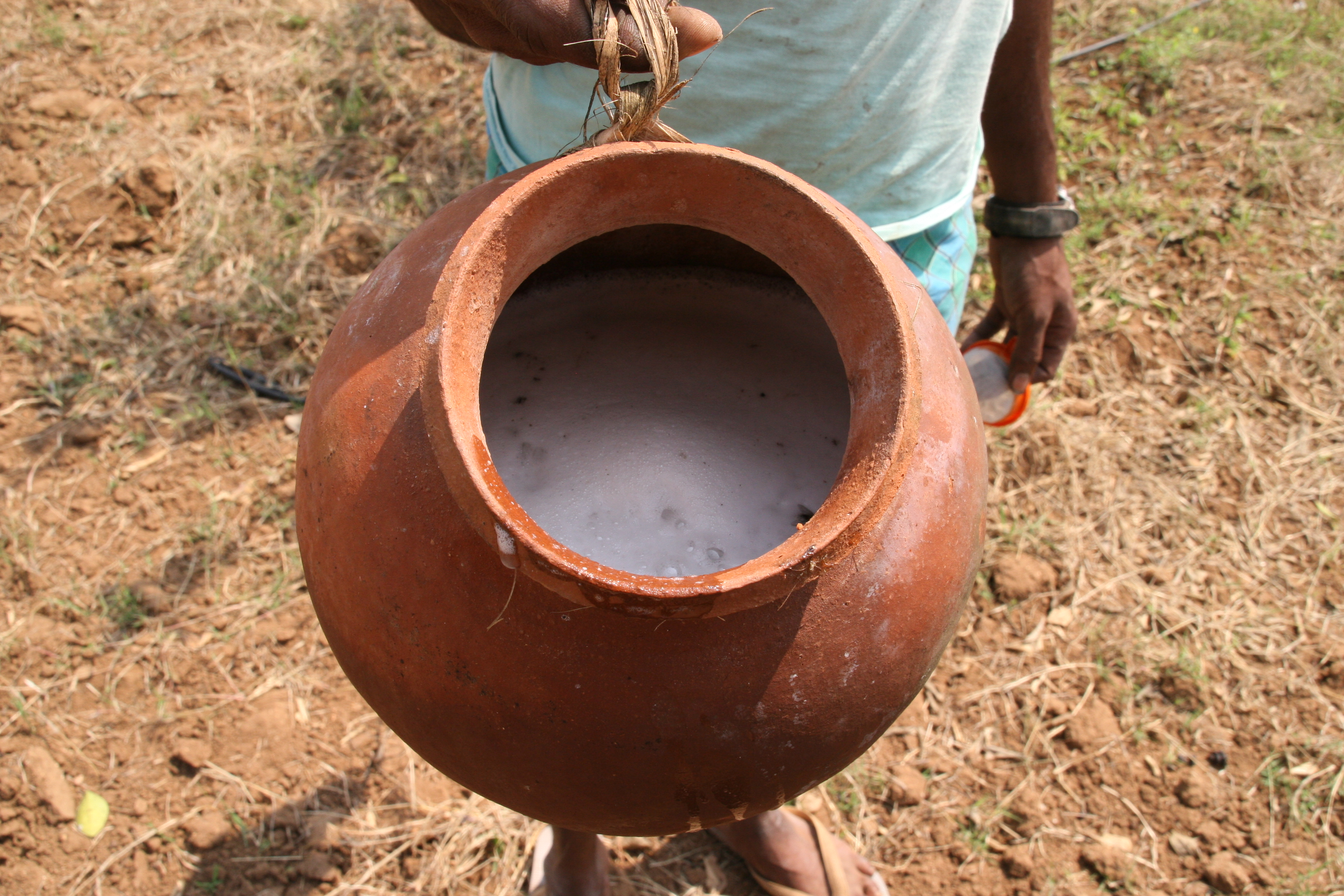
Vin de palme

L'eau de coco est consommée comme une boisson rafraîchissante légèrement sucrée, et entre dans la fabrication de vinaigres. Fermentée, elle forme une gélatine translucide nommée nata de coco.
Le lait s'utilise dans de nombreux plats asiatiques, thaï, indiens, malgaches ou polynésiens : il s'obtient en pressant la pulpe râpée du fruit. La première extraction donne un lait très concentré, gras et légèrement sucré, alors que la deuxième extraction, souvent après ajout d'eau, donne un lait moins gras. Nature, le lait de coco est utilisé comme sauce pour le poisson cru à la tahitienne, le cochon grillé et de nombreux plats de poissons. Il sert également à la préparation de certains plats indiens, mélangé au curry.
Le lait de coco est très utilisé dans la cuisine haïtienne du sud de l'île. On l'utilise principalement pour préparer le riz (ou le blé, le petit mil ou la semoule de maïs) aux petits pois (ou aux haricots). On l'utilise également pour préparer le pot-au-feu (ou bouillon), pour faire de la bouillie aux céréales, dans les jus de cuisson de la viande. Certains l'utilisent même dans la préparation du jus au lait. Par exemple, en Haïti, on conseille un mélange de jus de carotte, de jus de betterave rouge et du lait de coco contre l'anémie.

### Utilisations industrielles et cosmétiques

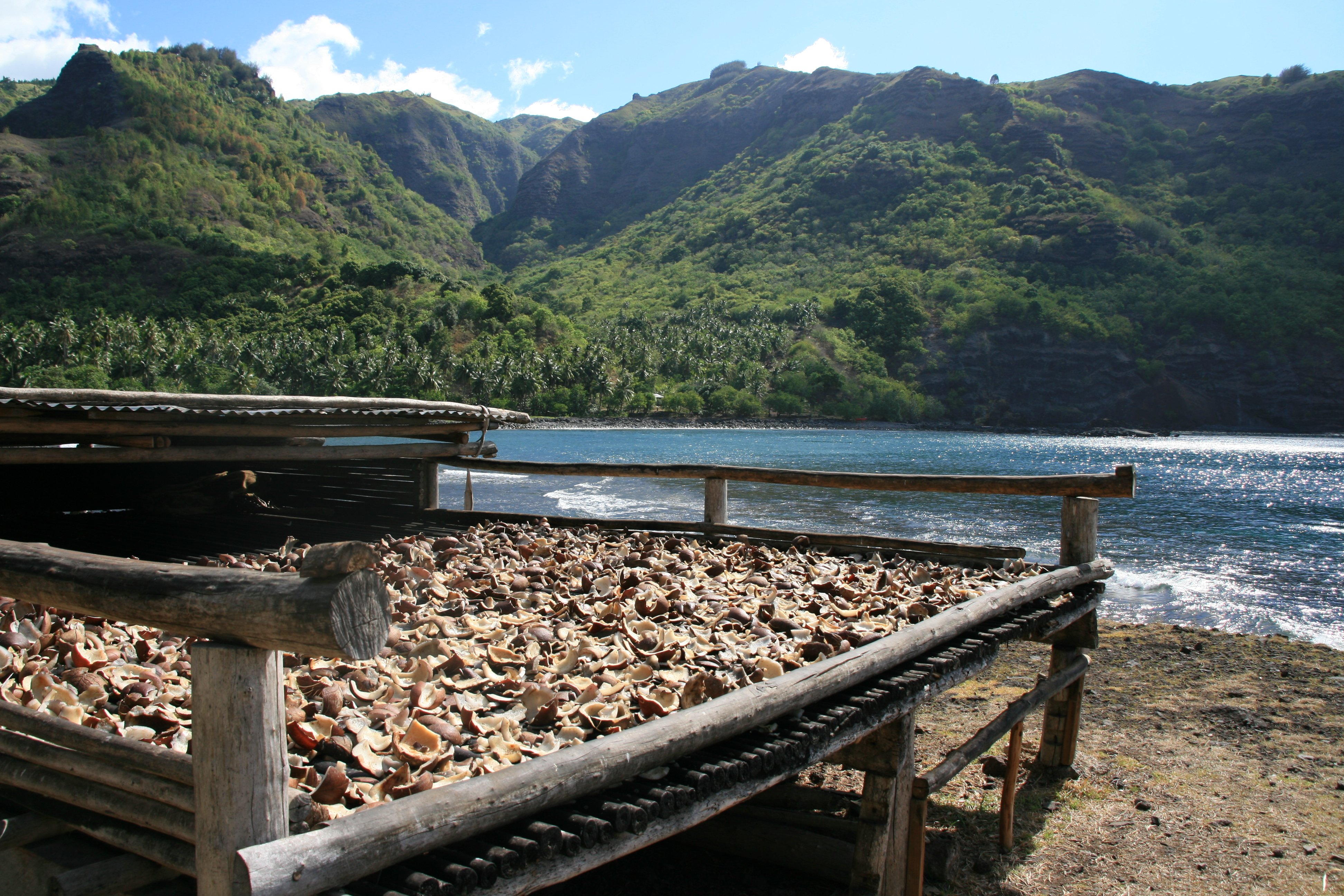
Séchoir à coprah, île d'Hiva Oa, îles Marquises.

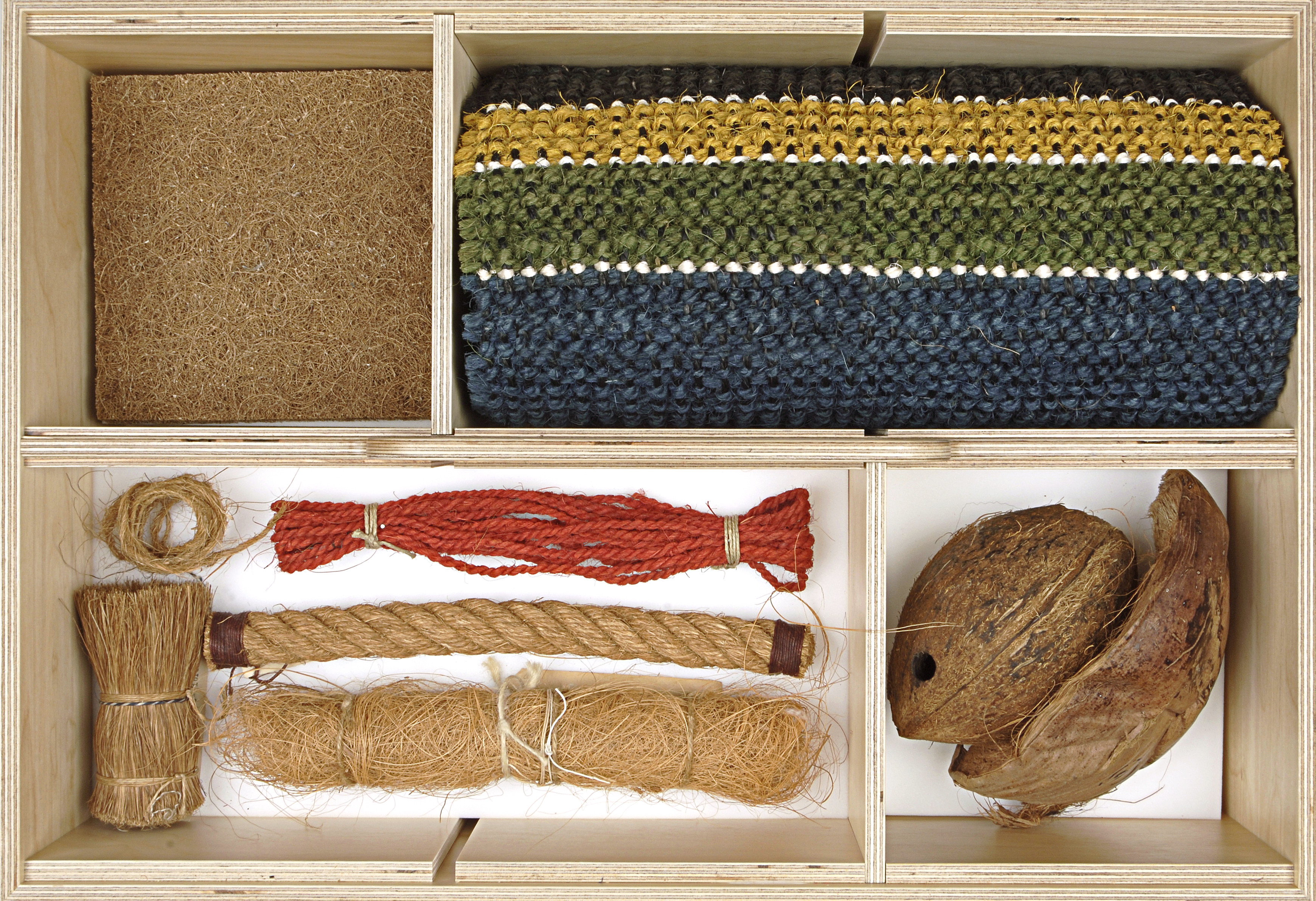
Objets en fibre de coco

Le coprah est l'albumen séché de la noix de coco. Il contient 62 à 65 % d'huile et 6 % d'eau seulement. L'huile obtenue à partir du coprah est très riche en acides gras saturés, ce qui lui confère la propriété d'être solide à température ambiante. En Polynésie française, l'huile de coprah raffinée mélangée à la fleur de Tiaré de Tahiti sert à la fabrication du monoï. L'huile de coprah se distingue de l'huile de coco obtenue à partir de l'amande non séchée, qui garde l'odeur caractéristique du coco.
L'huile de coco est riche en acides gras saturés. Elle peut être consommée directement. Elle entre dans la fabrication de graisses végétales et de margarines. Elle est également beaucoup utilisée pour la fabrication des savons (dont elle augmente le pouvoir moussant), des détergents, des plastiques et des cosmétiques. Utilisée en petite quantité sur les cheveux, elle a un pouvoir revitalisant et brillant. En Inde, elle est utilisée en massages du cuir chevelu afin d'épaissir et de protéger les cheveux.
Les tourteaux de coprah sont un résidu de la fabrication de l'huile de coprah. Ils entrent en tant que composants dans l'alimentation animale.
La fibre de coco, sous-produit de la noix de coco, est imputrescible. Pour cette raison, elle est utilisée dans l'industrie :
- de la brosserie (balais) dont l'une des matières premières est une sélection de fibres longues, peignées, provenant de noix bien mûres (bristle fibre) ;
- de la sparterie qui, pour la fabrication de nattes, de carpettes, de passages et surtout de tapis-brosses, utilise une ficelle, le « filé de coco » (coir yarn), obtenu à partir de noix qui ne sont pas parvenues à maturité complète (ces fibres étant plus souples). Ces fibres sont aussi utilisées pour fabriquer des scourtins, paniers souples utilisés pour la fabrication de l'huile d'olive ;
- de l'horticulture, il s'agit d'un substrat (ou complément de substrat) qui est très stable, il ne se tasse pas et à des bonnes propriétés de rétention en eau ;
- les fibres les plus courtes (mattress fibre), la majorité, sont utilisés pour le rembourrage (sièges, literie) ou, latexées, pour l'insonorisation ou encore comme combustible.

### Ethnologie

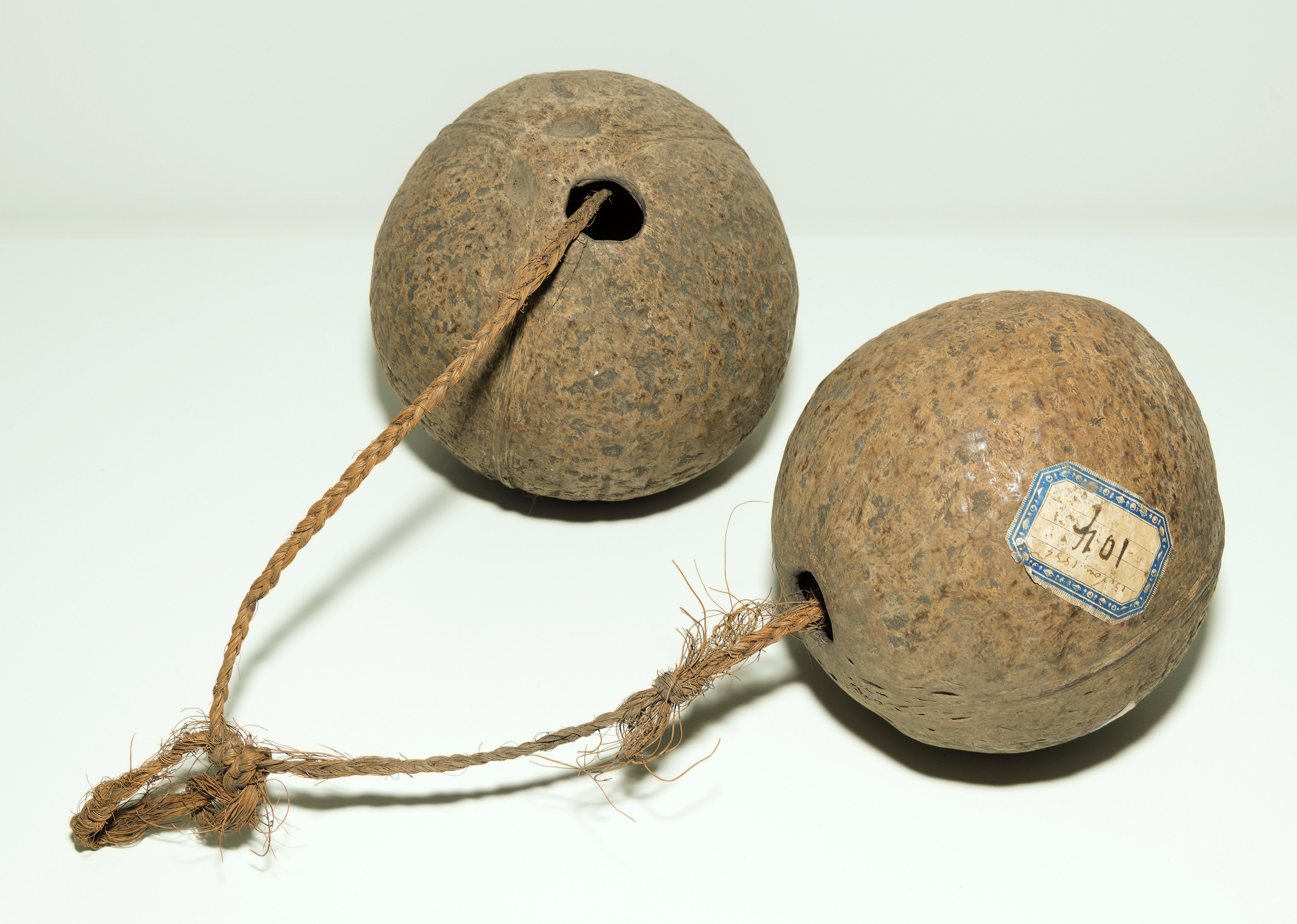
Gourde double Nouvelle-Calédonie XIXe siècle (coll. MHNT)

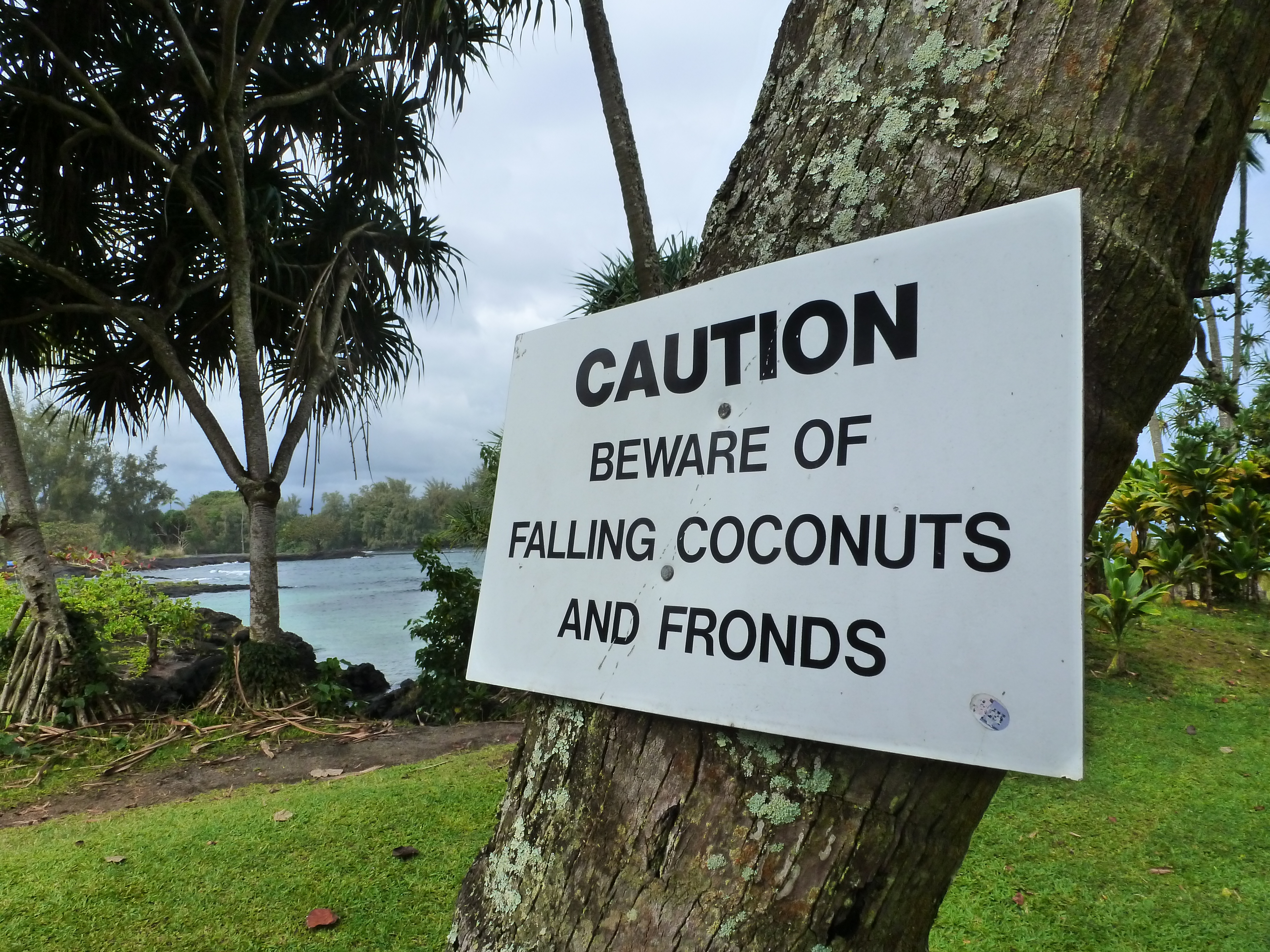

La coque du fruit est utilisée pour fabriquer différents ustensiles ou élément votifs notamment en Polynésie.

### Utilisation médicale
L'eau de jeunes noix de coco a été testée et utilisée, dans des conditions d'isolement ne permettant pas l'accès à des soins médicaux suffisants, comme solution sucrée en injection intraveineuse,. C'est un liquide stérile dont le profil d'électrolyte est proche de celui du plasma sanguin, et de ceux des solutions d’électrolytes produites par les laboraratoires. Ce type d'utilisation est rapporté au cours des guerres du XXe siècle en milieu tropical, aux îles Salomon, et par un médecin de Polynésie française, pour réhydrater un grand brûlé de l'île de Tubuai : le patient a survécu.[réf. nécessaire]

### Autres utilisations

#### Récipients
Les coques, coupées en deux permettent de fabriquer des bols pour boire ou conserver des liquides, des poudres, des graines,...

#### Instrument de musique
Les coques sont utilisées pour faire des maracas, des kalimbas et comme résonateurs pour la fabrication des lesibas ou arcs à cordes à bouche au Lesotho notamment.

## Autres informations
Contrairement à une idée reçue, les chutes de noix de coco ne sont pas responsables de 150 morts par an dans le monde. Cette statistique avait été inventée par une compagnie d'assurance à partir de bribes d'une étude médicale, puis reprise par les défenseurs des requins pour montrer que les noix de coco étaient plus dangereuses que les squales. Les chutes de noix de coco ont néanmoins causé de graves blessures à la tête (coma, fracture du crâne).